# Deutsches Eck
Deutsches Eck (pol. Niemiecki Róg) – sztuczny cypel w Koblencji, w dzielnicy Altstadt, przy ujściu Mozeli do Renu, usypany na początku lat 90. XIX wieku jako miejsce do budowy Kaiser-Wilhelm-Denkmal (pol. „Pomnika cesarza Wilhelma I”), jednak jego nazwa sięga korzeniami I połowy XIII wieku, gdy na obszar u zbiegu Mozeli i Renu przybyli rycerze zakonu krzyżackiego, budując tam koblencką siedzibę tego zakonu, zaś teren ten początkowo otrzymał nazwę Deutscher Ordt, którą następnie zmieniono na Deutsches Eck.
Wzniesiony w latach 1893–1897 pomnik cesarza Wilhelma I miał na celu upamiętnienie pierwszego cesarza niemieckiego Wilhelma I Hohenzollerna, który znacząco przyczynił się do zjednoczenia ziem niemieckich, a w konsekwencji do utworzenia niemieckiego państwa narodowego. Za projekt pomnika – mającego postać konnego posągu, stojącego na wysokim cokole – odpowiadali architekt Bruno Schmitz i rzeźbiarz Emil Hundrieser. Pod koniec II wojny światowej, w 1945 r. konny posąg cesarza został zniszczony wskutek trafienia amerykańskim pociskiem artyleryjskim. W kolejnych latach pojawiły się – nieuwzględniające odbudowy konnego posągu – inicjatywy przeprojektowania Deutsches Eck, z których najważniejszą był zorganizowany przez rządzące Koblencją francuskie władze wojskowe konkurs architektoniczny, w ramach którego wybrano 20 projektów, jednak z powodu różnych trudności okresu powojennego, w tym ekonomicznych, żaden z nich nie doczekał się realizacji. W 1953 r. pusty cokół pomnika został przekształcony w „pomnik jedności niemieckiej” (niem. Mahnmal der deutschen Einheit) – w związku z tym dokonano na nim kilku modyfikacji architektonicznych. Czterdzieści lat później pomnik przywrócono do pierwotnej formy, ustawiając na cokole rekonstrukcję zniszczonego konnego posągu Wilhelma I, ufundowaną przez koblenckiego wydawcę Wernera Theisena.

## Turystyka
Obecnie Deutsches Eck wraz z pomnikiem cesarza Wilhelma I uchodzi za największą atrakcję turystyczną Koblencji, każdego roku odwiedzaną przez ponad 2 miliony osób. Jest również częścią tzw. Oberes Mittelrheintal (pol. „Górna Dolina środkowego Renu”), 65-kilometrowego odcinka Doliny środkowego Renu, pomiędzy Bingen, Rüdesheim i Koblencją, w 2002 r. wpisanego na listę światowego dziedzictwa UNESCO. Ponadto pomnik cesarza Wilhelma I należy do zabytków kulturowych Generalnej Dyrekcji Dziedzictwa Kulturowego Nadrenii-Palatynatu (niem. Generaldirektion Kulturelles Erbe Rheinland-Pfalz).

## Historia

### Pierwotne dzieje obszaru Deutsches Eck
Od ujścia Mozeli do Renu pochodzi nazwa Koblencji – początkowo Castellum apud Confluentes, co po łacinie oznacza „Kasztel u zbiegu rzek”, które z czasem wyewoluowało w obecną niemieckojęzyczną nazwę Koblenz (polski egzonim „Koblencja”).

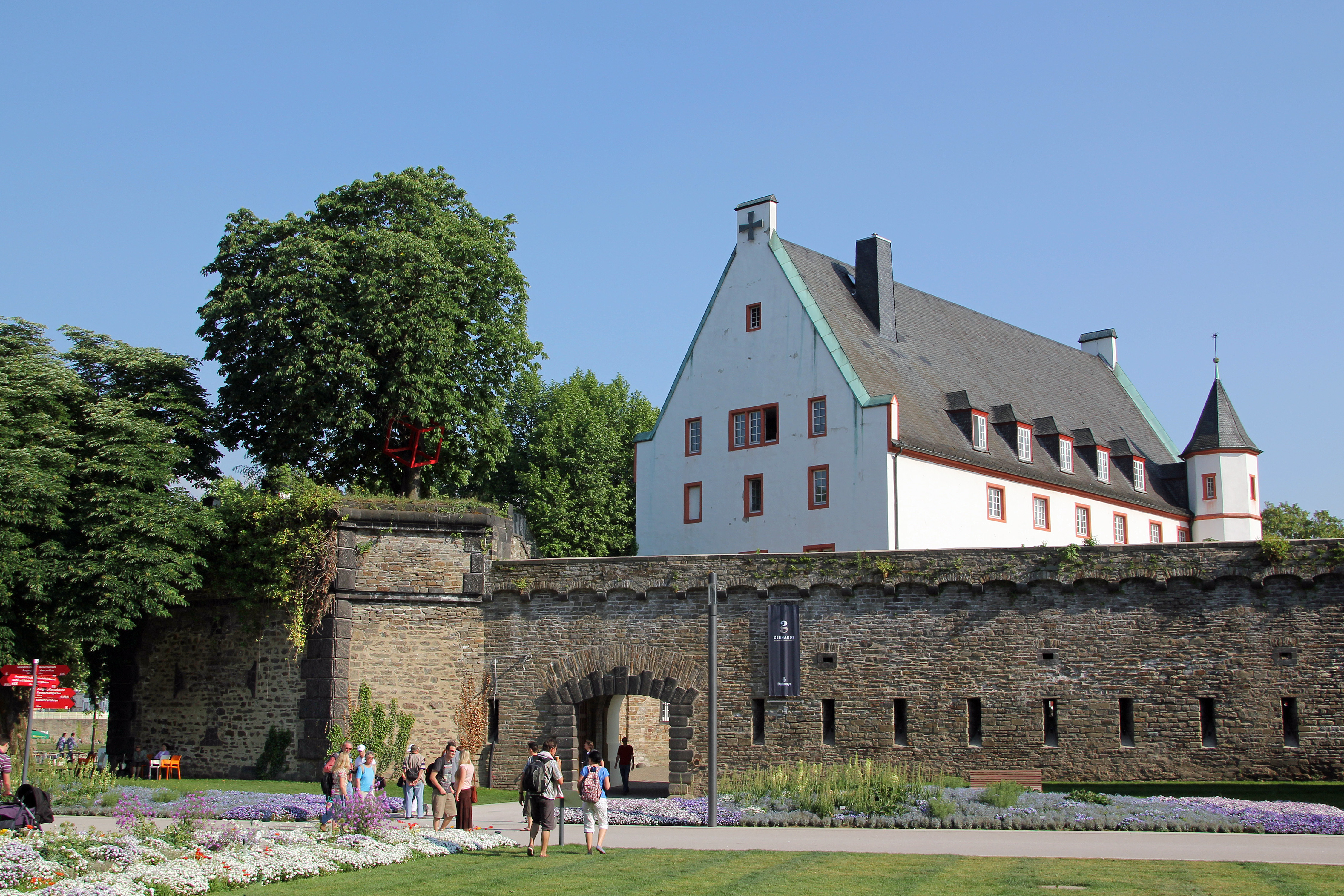
Deutschherrenhaus w 2011

W 1216 r. arcybiskup Trewiru Teodoryk z Wied wezwał rycerzy zakonu krzyżackiego do Koblencji, darując im część terenu kościoła św. Kastora – zlokalizowanego w miejscu, w którym Mozela wpada do Renu – włącznie ze znajdującym się na nim szpitalem św. Mikołaja. Na otrzymanym obszarze niedługo później rycerze zbudowali koblencką siedzibę swojego zakonu, znaną jako Deutschherrenhaus (pol. „Niemiecki dwór”), będącą pierwszą siedzibą zakonu krzyżackiego w Nadrenii.
Miejsce, na którym wzniesiono Deutschherrenhaus w tamtym czasie leżało bezpośrednio na cyplu zbiegu Mozeli i Renu, a wkrótce po oddaniu zakonnej siedziby do użytku otrzymało nazwę Deutscher Ordt. Wzmianka z 5 lutego 1501 informuje, że burmistrz i rada miejska Koblencji zwrócili się do rycerzy zakonnych w sprawie bramy na duitschen ort – słowo ort w szczególnym znaczeniu niebędącym już w użyciu oznacza „cypel przy ujściu rzeki”. Następnie na przestrzeni wieków nazwa stopniowo zmieniała się na Deutsches Eck. Pochodzący z października 1794 r. tzw. plan Dilbeckera (niem. Dilbecker-Plan), w którym używana jest nazwa am teutsche eck, jest pierwszym kartograficznym dowodem na zakończenie rozwoju nazwy obszaru przy ujściu Mozeli do Renu.

### Przekształcenia obszaru Deutsches Eck i budowa Kaiser-Wilhelm-Denkmal

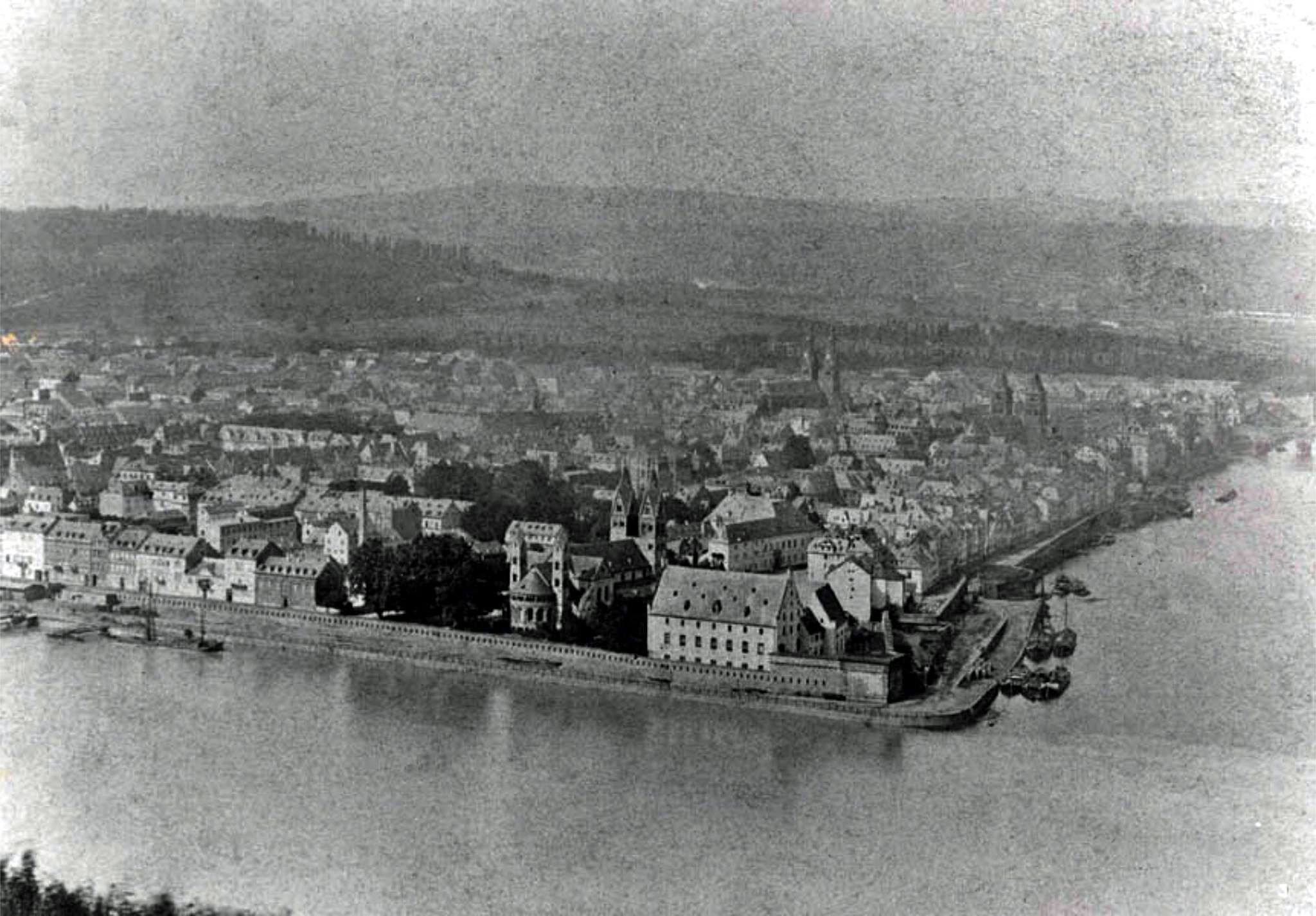
Obszar Deutsches Eck w 1875 r.

Fotografie z ostatniej ćwierci XIX wieku pokazują, że Mozela wpadała do Renu prawie pod kątem prostym. Około 1880 r. teren Deutsches Eck połączono molem ze znajdującą się przed nim piaszczystą mielizną, celem utworzenia portu schronienia u ujścia Mozeli. W rezultacie ujście Mozeli przesunęło się o około 200 m na północ. Molo i mielizna były określane pochodzącą z koblenckiej gwary nazwą Hondsschwanz), gdyż geograficznie stanowiły ostatnie odgałęzienie pasma górskiego Hunsrück. 27 stycznia 1858 na mieliźnie odsłonięto kamień pamiątkowy, który upamiętniał mający miejsce dwa dni wcześniej w Londynie ślub pruskiego księcia koronnego Fryderyka Wilhelma (późniejszego cesarza niemieckiego Fryderyka III) i brytyjskiej księżniczki Wiktorii. Wkrótce jednak kamień ten padł ofiarą podwyższonego poziomu wody w rzece oraz płynącego nią lodu.
Niedługo po tym, jak 9 marca 1888 zmarł Wilhelm I, pojawił się pomysł budowy poświęconego mu pomnika w Koblencji. Monarcha ten, od 1861 r. będący królem Prus, zaś od 1871 r. cesarzem niemieckim odegrał wiodącą rolę w następujących wojnach: duńskiej z 1864 roku, prusko-austriackiej z 1866 r. i francusko-pruskiej z lat 1870–1871. Wojny te doprowadziły do powstania niemieckiego państwa narodowego, którego pierwszym władcą został Wilhelm I, a planowany pomnik miał uhonorować jego osiągnięcia w zjednoczeniu ziem niemieckich.

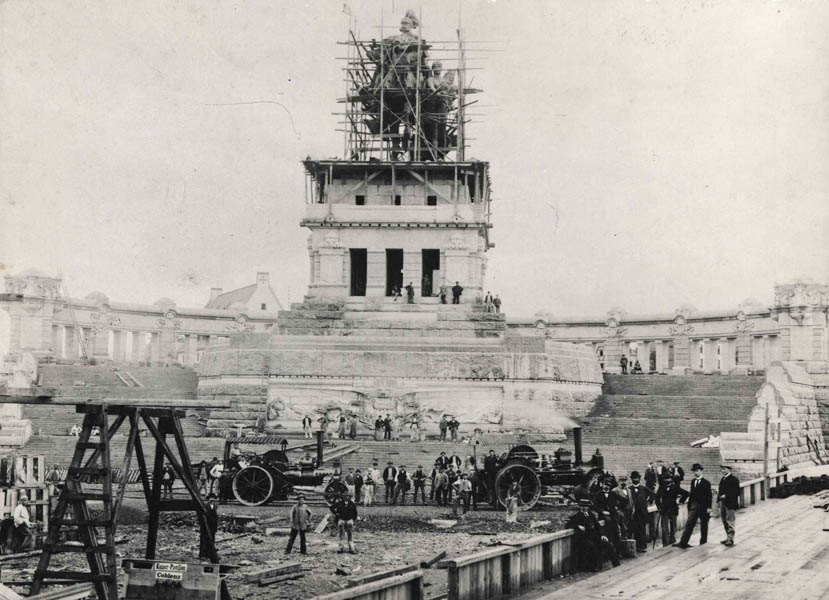
Budowa Kaiser-Wilhelm-Denkmal w 1897 r.

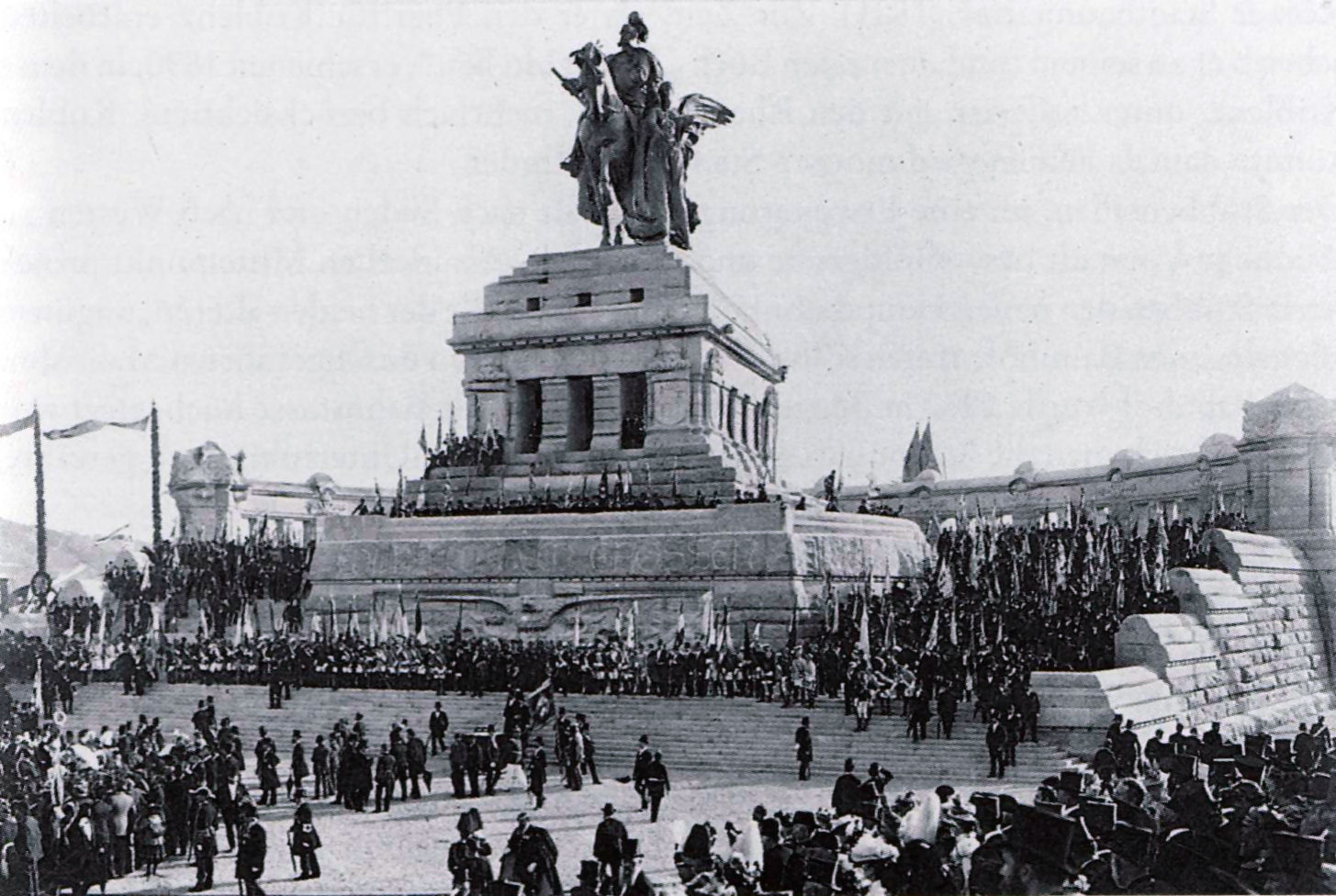
Kaiser-Wilhelm-Denkmal podczas odsłonięcia 31 sierpnia 1897

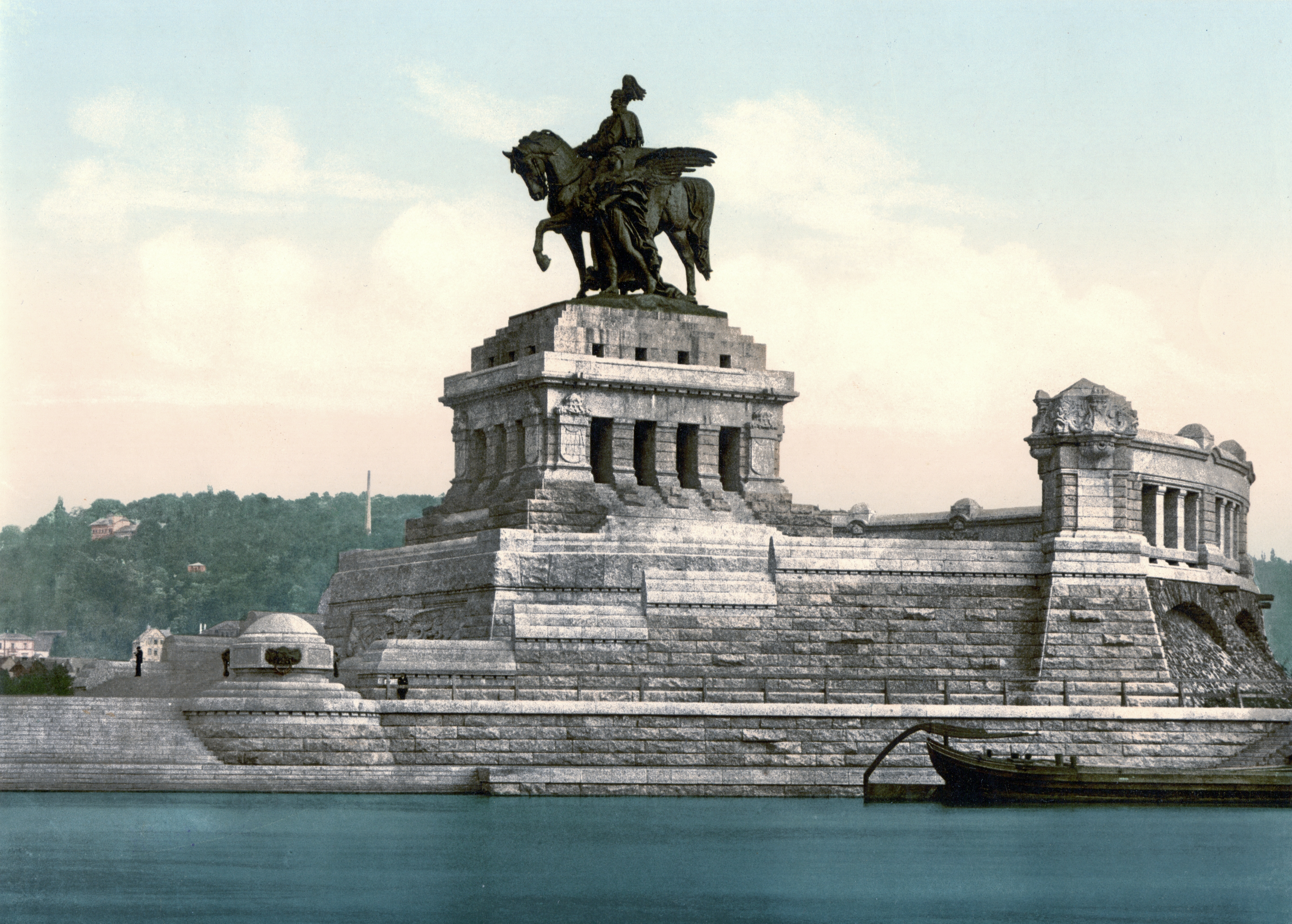
Kaiser-Wilhelm-Denkmal między 1890 r. a 1905 r.

13 kwietnia 1888 rada miejska Koblencji zdecydowała o wzniesieniu pomnika Wilhelma I przed pałacem elektorskim, przekazując na ten cel 30 tysięcy marek. Idea wzniesienia monumentu w Koblencji cieszyła się poparciem nadprezydenta prowincji Nadrenia Moritza von Bardelebena, który 9 czerwca 1888 przedstawił ją Komitetowi do spraw Pomników (niem. Denkmalkomitee) podległemu sejmikowi prowincjonalnemu prowincji Nadrenia. W prowincji Nadrenia pojawiały się sugestie budowy pomnika w Siedmiogórzu lub na wyspie Grafenwerth, zaś nadburmistrz Koblencji Emil Schüller opowiadał się za budową monumentu w rządzonym przez siebie mieście będącym stolicą i centralnym punktem prowincji, wskazując jako najodpowiedniejszą lokalizację Deutsches Eck. Pod uwagę brano przy tym wyłącznie budowę pomnika konnego, uznając taki typ pomnika za najwłaściwszy dla godności i wielkości zmarłego władcy. 11 grudnia 1890 nadreński sejmik prowincjonalny zajął się głosowaniem w sprawie miejsca budowy pomnika Wilhelma I. Na 138 deputowanych 54 głosowało za Siedmiogórzem, 32 za Deutsches Eck, a 53 oddało głos na Koblencję bez określania konkretnej lokalizacji. Z powodu niejasnego wyniku głosowania postanowiono zwrócić się do wnuka Wilhelma I, cesarza Wilhelma II z prośbą o wskazanie miejsca budowy pomnika. 16 marca 1891 Wilhelm II wydał rozkaz gabinetowy (niem. Kabinettsordre), w którym określił Deutsches Eck jako właściwą lokalizację dla monumentu. W oparciu o rozkaz gabinetowy 22 marca 1892 nadreński Komitet do spraw Pomników ogłosił konkurs na budowę pomnika konnego Wilhelma I na Deutsches Eck. Z 26 zgłoszonych prac jury konkursu wybrało projekt zatytułowany Rheinstein (pol. „Kamień reński”) autorstwa dwóch berlińczyków: architekta Brunona Schmitza, będącego twórcą założenia architektonicznego cokołu i rzeźbiarza Emila Hundriesera, odpowiadającego za ukształtowanie konnego posągu Wilhelma I. W grudniu 1892 r. sejmik prowincjonalny zaakceptował decyzję jury, a 12 listopada 1893 Wilhelm II zatwierdził wykonanie modelu pomnika, którego projekt został w międzyczasie nieco zmieniony.
Jeszcze w roku zatwierdzenia wykonania modelu rozpoczęto prace związane z budową Kaiser-Wilhelm-Denkmal. Aby uzyskać teren pod budowę monumentu zasypano port schronienia u ujścia Mozeli, dzięki czemu Deutsches Eck przybrał swój obecny wygląd. Dla ochrony przed podwyższonym poziomem wody nowo utworzony teren podniesiono na wysokość 7 m powyżej normalnego poziomu wody, a także umocniono jego brzegi murem o długości 350 m. Koszty budowy pomnika pokryto środkami z darowizn, wynoszącymi 1 milion marek. Za wszystkie prace rzeźbiarskie przy wznoszonym monumencie odpowiadał August Vogel. 31 sierpnia 1897 pomnik Wilhelma I został oficjalnie odsłonięty w obecności cesarza Wilhelma II i jego żony Augusty Wiktorii. Od tej pory w powszechnie używanej mowie nazwa Deutsches Eck zaczęła się odnosić do sztucznie usypanego cypla, na którym stał monument.

### Deutsches Eck i Kaiser-Wilhelm-Denkmal w okresie Republiki Weimarskiej i III Rzeszy
Od lat 20. XX wieku Deutsches Eck coraz bardziej przekształcał się w atrakcję turystyczną. Przed Kaiser-Wilhelm-Denkmal pojawiały się wtedy liczne grupy zwiedzających i turystów. Na terenie przed pomnikiem cesarza Wilhelma I odbywały się również uroczystości, demonstracje i różnego rodzaju manifestacje polityczne.
30 listopada 1929 Koblencję opuścili ostatni francuscy żołnierze, stacjonujący w tym mieście w ramach rozpoczętej w grudniu 1918 r. alianckiej okupacji Nadrenii, będącej następstwem zawarcia rozejmu w I wojnie światowej. W związku z tym na Deutsches Eck zgromadziły się dziesiątki tysięcy ludzi, aby świętować wycofanie się wojsk okupacyjnych.

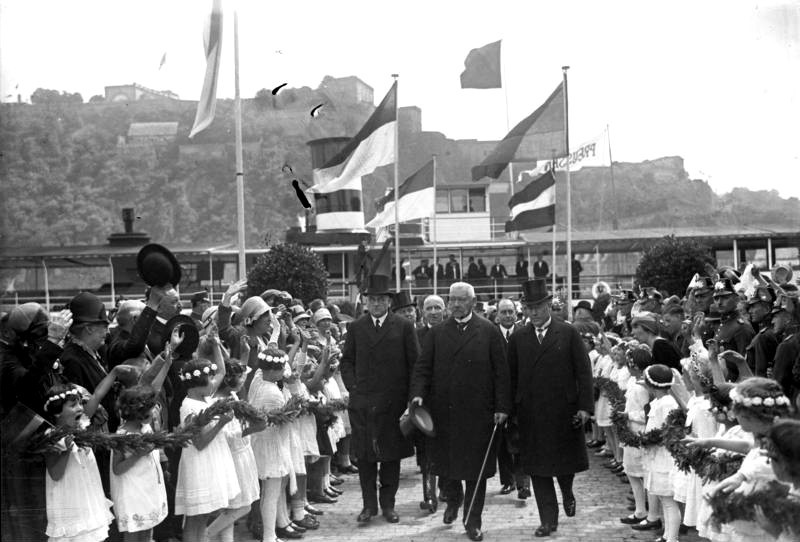
Paul von Hindenburg podczas powitania na Deutsches Eck, stanowiącego początek uroczystości z okazji „wyzwolenia” Nadrenii (22 lipca 1930).

Po tym jak 30 czerwca 1930 francuskie wojska okupacyjne ostatecznie opuściły terytorium Nadrenii, rząd Prus 22 lipca 1930 zorganizował w Koblencji państwowe uroczystości, których celem było uczczenie „wyzwolenia” Nadrenii. Początkiem uroczystości było urządzone przedpołudniem na Deutsches Eck oficjalne powitanie ich najważniejszego gościa, prezydenta Rzeszy Niemieckiej Paula von Hindenburga, zaś ich koniec stanowił przeprowadzony około godziny 22.30 na górze Ehrenbreitstein pokaz sztucznych ogni. Pokaz podziwiał ogromny tłum ludzi. Po zakończeniu pokazu ponad 200 osób postanowiło skrócić sobie drogę do domu, wchodząc na wąski most pontonowy przy wjeździe do portu bezpieczeństwa (niem. Sicherheitshafen) w dzielnicy Lützel. Most nie wytrzymał znacznego obciążenia tak dużej liczby ludzi, wskutek czego najpierw przewrócił się, a następnie oderwał się od nabrzeżnych legarów podporowych, na których spoczywał i zatonął. W zdarzeniu tym życie straciło 38 osób, a około 200 odniosło obrażenia.
Po utworzeniu III Rzeszy Kaiser-Wilhelm-Denkmal pełnił funkcję symbolicznego tła dla organizowanych przez narodowych socjalistów wydarzeń propagandowych. 1 maja 1934 NSDAP zorganizowała na Deutsches Eck wiec z okazji Święta Pracy. W sierpniu 1934 r. narodowi socjaliści wciągnęli na podstawę posągu cesarza Wilhelma I baner z napisem cytującym umieszczoną na tej podstawie inskrypcję autorstwa Maxa von Schenkendorfa: Nimmer wird das Reich zerstöret, wenn Ihr einig seid und treu (pol. „Rzesza nigdy nie zostanie zniszczona, jeśli będziecie zjednoczeni i wierni”). Z kolei podczas niezgodnej z prawem międzynarodowym remilitaryzacji Nadrenii, 7 marca 1936 roku nowo powołani żołnierze wygłosili na Deutsches Eck końcowy apel wzywający do „odzyskania suwerenności wojskowej”.

### Zniszczenie konnego posągu Kaiser-Wilhelm-Denkmal, plany przeprojektowania Deutsches Eck i nowa rola pomnika

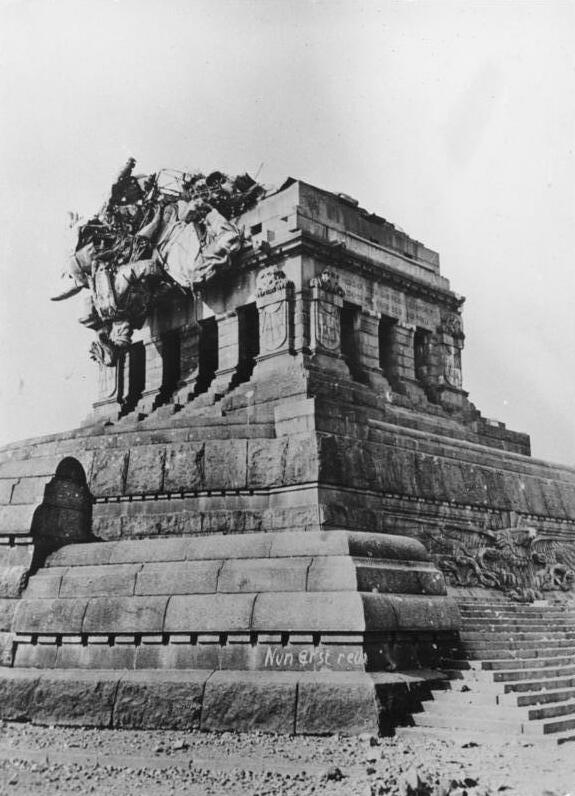
Zniszczony konny posąg w marcu 1945 roku

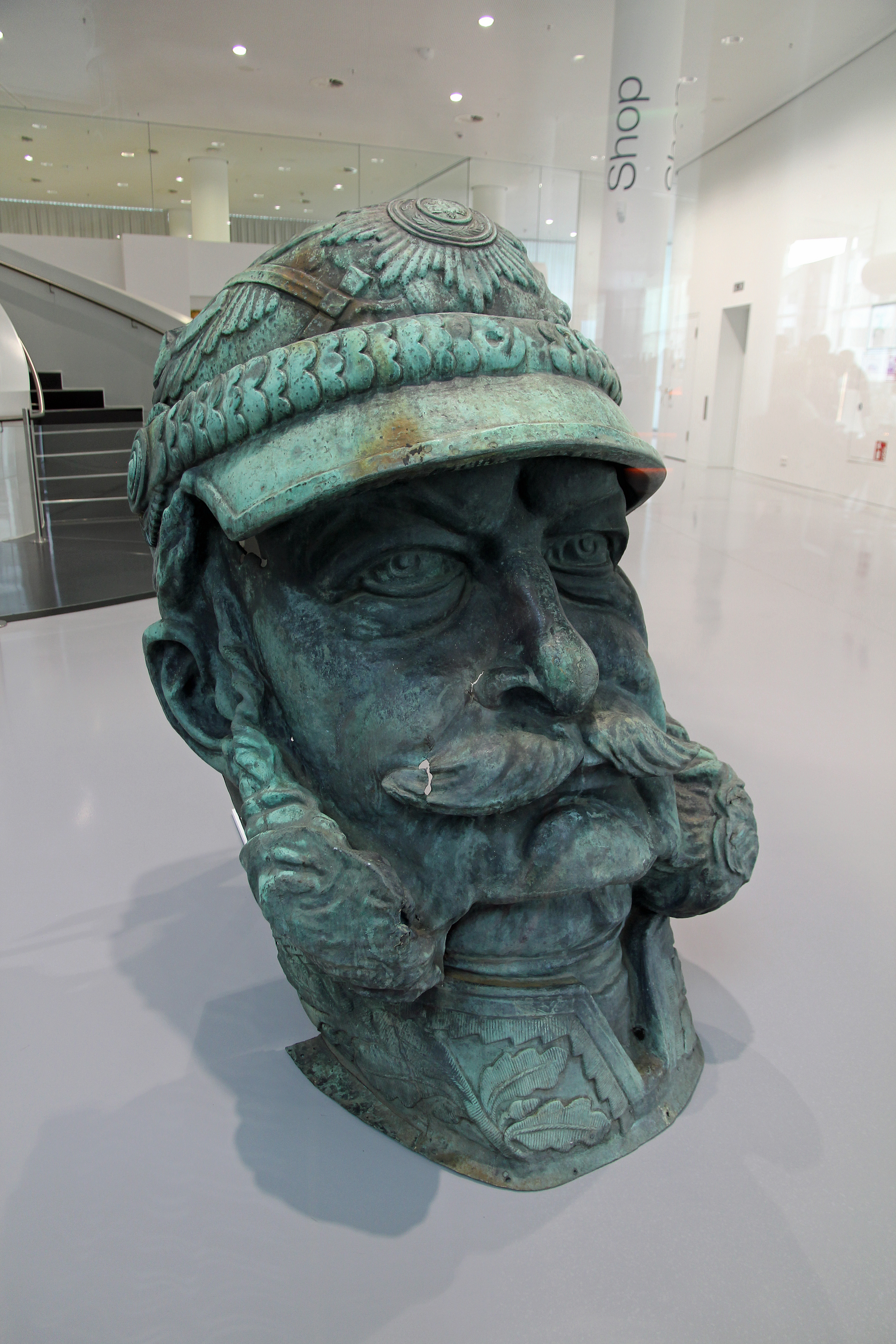
Zachowana ze zniszczonego konnego posągu głowa Wilhelma I

Pod koniec II wojny światowej, 7 marca 1945 amerykańska 4 Dywizja Pancerna zajęła dzielnice Koblencji po lewej stronie Mozeli. Pomnik na Deutsches Eck był ważnym celem na amerykańskich mapach wojskowych z powodu potwierdzonych później przypuszczeń, że w podstawie posągu monumentu znajduje się punkt obserwacyjny wojsk niemieckich. 16 marca wykonany z blachy miedzianej konny posąg Wilhelma I został zniszczony wskutek trafienia pociskiem artyleryjskim. Do legendy należy przy tym hipoteza, jakoby sam generał Dwight Eisenhower osobiście nakazał zniszczenie pomnika. 17 marca nastąpiło decydujące uderzenie wojsk amerykańskich w kierunku śródmieścia Koblencji, zaś 18 marca cała usytuowana po lewej stronie Renu część miasta znalazła się w rękach Amerykanów.
Zarządzeniem francuskich władz wojskowych zniszczony konny posąg Wilhelma I w 1946 r. lub w 1947 r. został zdemontowany. Początkowo posąg miał być umieszczony na wewnętrznym dziedzińcu ratusza, jednak ostatecznie późnym latem 1947 r. części posągu zostały zmagazynowane w dwóch koblenckich przedsiębiorstwach, z których zniknęły bez śladu. Niedługo później pojawiły się pogłoski o przetworzeniu metalu z posągu na drut miedziany dla koblenckich tramwajów – w związku z tym cesarski monument zaczęto nazywać „najdłuższym pomnikiem na świecie”. Zachowała się tylko głowa Wilhelma I, która obecnie jest wystawiona w Muzeum Środkowego Renu w Koblencji (niem. Mittelrhein-Museum).
Aż do końca lat 50. XX wieku pojawiło się sporo propozycji przeprojektowania Deutsches Eck, z których wszystkie opierały się na założeniu, że przywrócenie pomnika cesarza Wilhelma I do pierwotnej postaci jest wykluczone. Wśród nich była przedstawiona w 1951 r. przez rząd kraju związkowego Nadrenia-Palatynat propozycja postawienia na zachowanej podstawie posągu mającego 40 m wysokości krzyża jako formy upamiętnienia poległych przedstawicieli wszystkich narodów biorących udział w II wojnie światowej i wysunięty przez byłego pruskiego konserwatora zabytków Roberta Hieckego pomysł budowy na Deutsches Eck mającego skromne wymiary pomnika odnoszącego się do zakonu krzyżackiego jako podmiotu odpowiedzialnego za nazwę miejsca, zniszczenia Koblencji podczas II wojny światowej lub pojednania narodów. Propozycje te były jednak tylko indywidualnymi inicjatywami, z których część nie była nawet znana opinii publicznej. W połowie 1946 r. miała miejsce pierwsza realna inicjatywa dotycząca zagospodarowania pozostałości pomnika cesarza Wilhelma I. Wówczas francuskie władze wojskowe ogłosiły architektoniczny konkurs na ostateczny projekt Deutsches Eck pod hasłem Frieden und Völkerversöhnung (pol. „Pokój i pojednanie narodów”). W konkursie tym szkice projektowe można było zgłaszać do 15 października 1946, a oceniało je jury mianowane przez rząd wojskowy. Zainteresowanie udziałem w konkursie wyraziło ponad 100 architektów, z których 75 zgłosiło swoje prace w wyznaczonym terminie. Jedynym znanym na szerszą skalę uczestnikiem konkursu był Otto Ernst Schweizer, w latach 1930–1960 profesor na Wyższej Szkole Technicznej w Karlsruhe. Schweizer upomniał się o zawarcie przeprojektowania Deutsches Eck w większym kontekście nowej, szerokiej koncepcji urbanistycznej dla zniszczonej wojną Koblencji, podczas gdy większość zgłoszonych prac zawierała konwencjonalną architekturę pomnikową, przeważnie uwzględniającą zachowaną podstawę pomnika Wilhelma I i zawsze koncentrującą się tylko na obszarze przy ujściu Mozeli. Zgłoszone szkice projektowe można z grubsza podzielić na dwie grupy: pierwszą stanowiły prace przewidujące wzniesienie jakiegoś rodzaju budowli na Deutsches Eck, zorientowane na funkcjonalny i raczej „apolityczny” charakter tego obszaru, zaś do drugiej należały projekty oddane wspólnej idei pomnikowej, których twórcy używali starożytnego, wilhelmińskiego, a nawet narodowosocjalistycznego języka form. Niedającym się nijak zaklasyfikować projektem była natomiast praca koblenckiego architekta Ottona Schönhagena, nosząca znamienny tytuł Statt eines Monuments der Macht vier Gärten des Friedens (pol. „Zamiast pomnika władzy, cztery ogrody pokoju”). Ostatecznie jury konkursu, który oficjalnie zakończył się w maju 1947 r. wybrało 20 z 69 projektów – biorący udział w konkursie członkowie komisji oceniającej wycofali swoje prace. Jednak z powodu różnych trudności okresu powojennego, w tym ekonomicznych żaden z wybranych projektów nie doczekał się realizacji.

„Pomnik jedności niemieckiej” (niem. Mahnmal der deutschen Einheit) w 1963 roku

W 1952 r. władze Nadrenii-Palatynatu wyremontowały za 250 tysięcy marek podstawę pomnika cesarza Wilhelma I, którą rok wcześniej Krajowy Urząd Budowlany (niem. Staatsbauamt) zamknął z powodu złego stanu technicznego. 18 maja 1953, w dniu konstytucji Nadrenii-Palatynatu pierwszy prezydent Republiki Federalnej Niemiec Theodor Heuss oficjalnie ogłosił zachowaną pustą podstawę cesarskiego pomnika „pomnikiem jedności niemieckiej” (niem. Mahnmal der deutschen Einheit). W związku z tym na otaczającej podstawę dużej półkolistej pergoli umieszczono wykonane z brązu herby wszystkich ówczesnych niemieckich krajów związkowych, z kolei na obu końcach rzędu herbów zamontowano tablice z nazwami krajów związkowych i prowincji, które w 1953 r. nie należały do RFN: na lewym końcu Turyngia, Saksonia, Saara i Śląsk, zaś na prawym Brandenburgia, Pomorze, Meklemburgia i Prusy Wschodnie. Natomiast na miejscu zniszczonego konnego posągu Wilhelma I postawiono maszt z flagą federalną. „Pomnik jedności niemieckiej” przez dziesięciolecia przypominał o założeniu Republiki Federalnej Niemiec, które zostało zapoczątkowane na konferencji w jednym z koblenckich hoteli w lipcu 1948 r.

### Odbudowa konnego posągu Kaiser-Wilhelm-Denkmal
Już w 1958 r. rada miejska Koblencji odbyła posiedzenie, którego tematem był Deutsches Eck. Jeden z radnych zwrócił wtedy uwagę, że wielu odwiedzających miasto turystów zadaje motywowane niezrozumieniem sytuacji pytania o to, dlaczego oryginalny pomnik cesarza Wilhelma I nie został jeszcze odbudowany. W tym kontekście nadburmistrz Josef Schnorbach stwierdził, że ogłoszenie pozostałości monumentu „pomnikiem jedności niemieckiej” przez Theodora Heussa było dla niego tylko tymczasowym rozwiązaniem. Po opublikowaniu niedługo później w lokalnej prasie relacji z posiedzenia rady miejskiej do redakcji dotarło kilka listów, w których ich autorzy gwałtownie domagali się odbudowy zniszczonego konnego posągu. W kolejnych dziesięcioleciach temat odbudowy pomnika cesarza Wilhelma I raz za razem pojawiał się na agendzie lokalnej polityki, jak np. w 1974 r., gdy koblencka gazeta „Rhein-Zeitung” przeprowadziła sondaż, zgodnie z którym „95% koblencczyków chciałoby znowu mieć cesarza Wilhelma”. W tym samym roku wezwano do założenia „Wspólnoty Akcyjnej Niemieckiego Rogu” (niem. Aktionsgemeinschaft Deutsches Eck), której celem miało być odtworzenie monumentu. W 1985 r. urodzony w Koblencji mecenas i kolekcjoner sztuki Peter Ludwig ogłosił, że chciałby przekazać otrzymane w ramach Koblenckiej Nagrody Kultury (niem. Koblenzer Kulturpreis) pieniądze na odbudowę cesarskiego pomnika.
14 listopada 1987 były wydawca gazety „Rhein-Zeitung” Werner Theisen i jego żona Anneliese ogłosili, że dokonali notarialnego zobowiązania do podarowania miastu Koblencja rekonstrukcji konnego posągu z pomnika cesarza Wilhelma I, której koszt oszacowano na 3 miliony marek. Zaangażowanie Theisenów w odbudowę konnego posągu spotkało się z oporem rządu będącego właścicielem cesarskiego monumentu kraju związkowego Nadrenia-Palatynat, nalegającego na zachowanie „pomnika jedności niemieckiej”. W lutym 1988 roku premier Nadrenii-Palatynatu Bernhard Vogel odrzucił ofertę darowizny małżeństwa Theisenów. Jednak przeprowadzony w następnym roku sondaż wykazał, że przywrócenie pomnika do oryginalnej postaci popiera 80% mieszkańców Koblencji. W związku z tym Theisenowie i wspierana przez nich Inicjatywa Obywatelska Niemiecki Róg (niem. Bürgerinitiative Deutsches Eck) 28 lutego 1989 zawarli z düsseldorfskim rzeźbiarzem Raimundem Kittlem umowę na wykonanie repliki utraconego konnego posągu w formie odlewu z brązu. W 1990 r. rząd Nadrenii-Palatynatu powołał komisję ekspertów, mającą omówić artystyczne, historyczne i teraźniejsze kwestie dotyczące ewentualnej rekonstrukcji konnego posągu. Komisja ta odradziła przywrócenie na cokół konnego posągu po zorganizowanym 7 września 1990 głosowaniu, na którym stosunkiem głosów 7:4 zwyciężyli przeciwnicy posągu. Jednak pomimo takiego wyniku głosowania zaledwie kilka dni później rząd Nadrenii-Palatynatu w związku ze zbliżającym się zjednoczeniem Niemiec, mającym nastąpić 3 października wyraził zgodę na przywrócenie pomnika do pierwotnej postaci i zaakceptował ofertę Theisenów. W ramach uzasadnienia minister kultury Nadrenii-Palatynatu Georg Gölter 11 września wyjaśnił, że po upadku Muru Berlińskiego w listopadzie 1989 r. pozostałości cesarskiego pomnika ostatecznie straciły swoje znaczenie jako „pomnik jedności niemieckiej”. Niedługo później Werner Theisen zawarł z wywodzącym się z CDU premierem Nadrenii-Palatynatu Carlem-Ludwigiem Wagnerem umowę na podarowanie odtworzonego konnego posągu z pomnika cesarza Wilhelma I rządowi Nadrenii-Palatynatu. W dniu formalnego zjednoczenia Niemiec 3 października 1990 r. na pomniku zamontowano naprzeciwko siebie dwie tablice z nazwami pięciu nowych krajów związkowych utworzonych na terenie byłej Niemieckiej Republiki Demokratycznej.
Odbudowa konnego posągu Wilhelma I spotkała się jednak ze sprzeciwem pewnych środowisk. W listopadzie 1990 r. synod ewangelickiego Okręgu kościelnego Koblencja (niem. Kirchenkreis Koblenz) znaczną większością głosów opowiedział się przeciwko odbudowie i zalecił oparcie przyszłych planów dla pomnika na wkładzie pokojowej rewolucji w NRD w zjednoczenie Niemiec. W lutym 1991 r. założono obywatelską inicjatywę Demokracja Pomnikiem (niem. Der Demokratie ein Denkmal), która jako cel swojego istnienia wyraźnie określiła zapobieżenie realizacji planowanej inwestycji na Deutsches Eck, z kolei 17 marca 1991 w proteście przeciwko roli Wilhelma I w stłumieniu palatynackiej i badeńskiej rewolucji w 1849 r. członkowie koblenckich Zielonych zasłonili części podstawy cesarskiego pomnika transparentami. Niedługo później, w kwietniu 1991 r. do władzy w kraju związkowym Nadrenia-Palatynat doszła SPD, zaś reprezentujący tę partię nowy premier Nadrenii-Palatynatu Rudolf Scharping nie chciał dotrzymać umowy zawartej przez swojego poprzednika z Wernerem Theisenem (pomimo trzech ekspertyz uznających ją za wiążącą), toteż Theisen pozwał kraj związkowy do sądu.

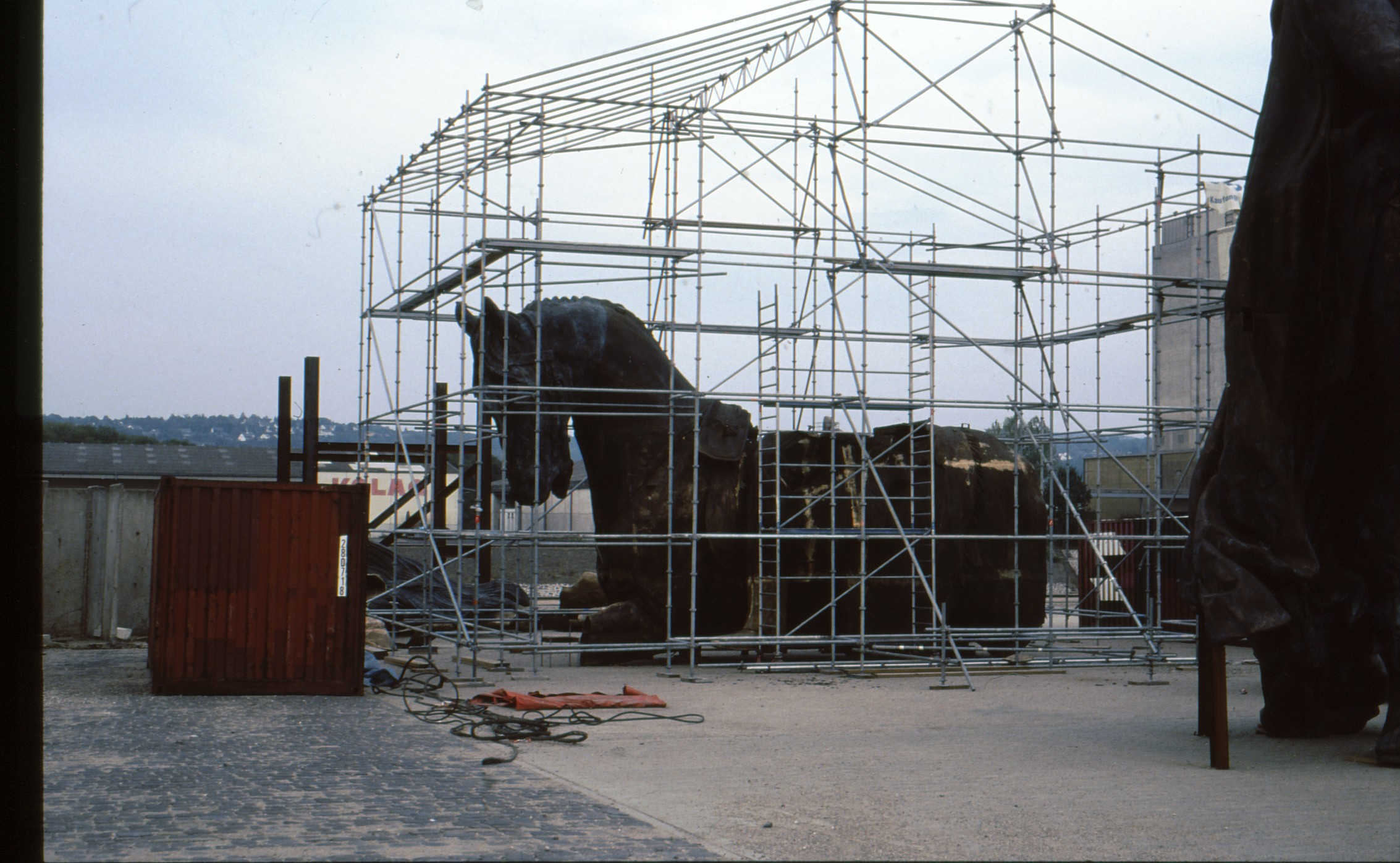
Część zrekonstruowanego konnego posągu w 1992 r.

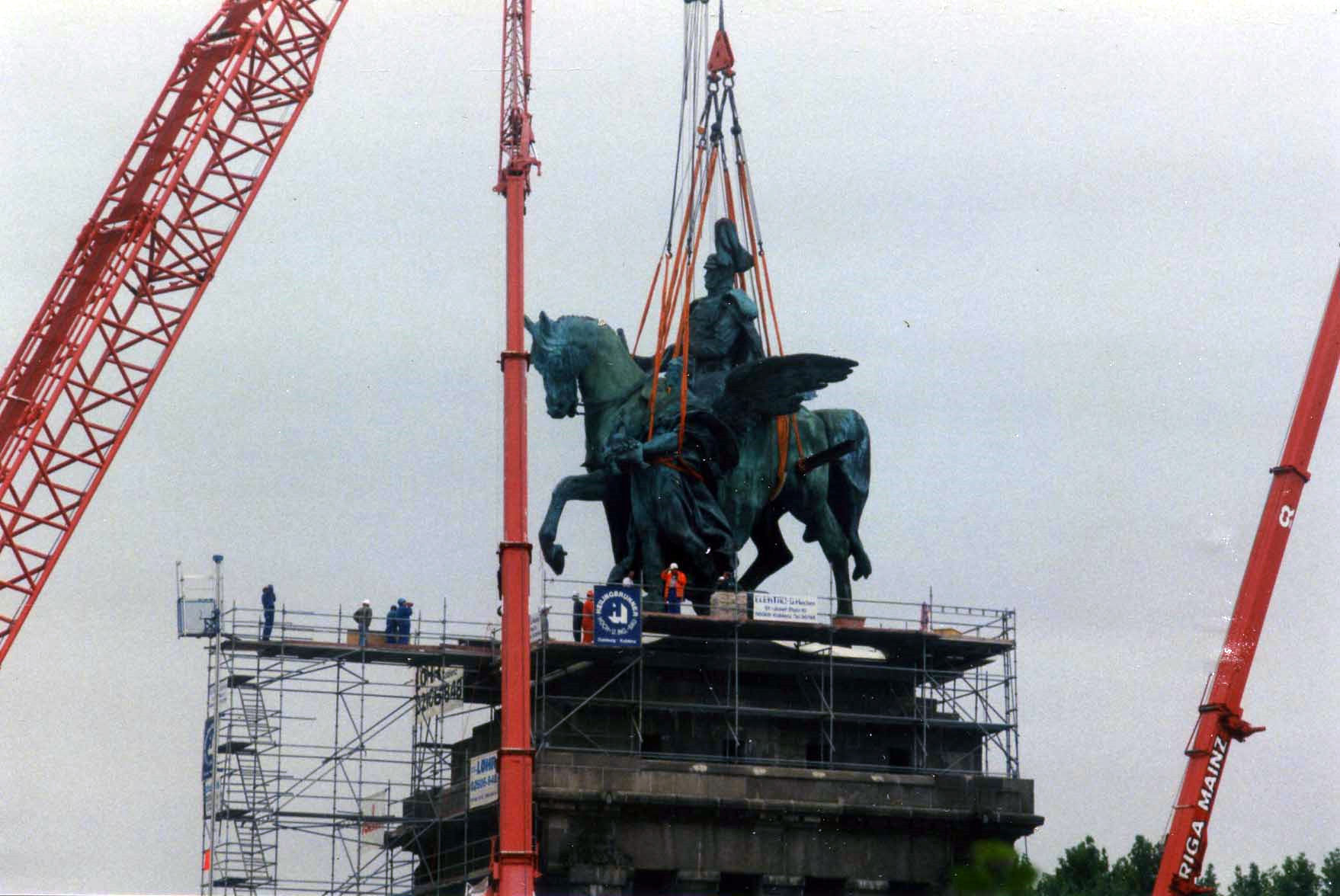
Ustawianie zrekonstruowanego konnego posągu na podstawie 2 września 1993

W międzyczasie, 16 maja 1992 odbudowany konny posąg Wilhelma I przypłynął Renem na statku towarowym Futura do Koblencji. Na rekonstrukcję posągu Werner Theisen wydał około 2 milionów marek. Dzieło na potrzeby transportu zostało rozmontowane na kilka części, aby nie było problemów z przepłynięciem pod przerzuconymi nad rzeką mostami. Gdy posąg wpływał do miasta rozległy się dźwięki okrętowych syren i kościelnych dzwonów, zaś na brzegach zgromadziły się tysiące ludzi. Dwa dni później posąg został przetransportowany do portu w Wallersheim, gdzie miał być przechowywany do czasu zmontowania i uzyskania jasności w sprawie jego losu. Socjalliberalny rząd Nadrenii-Palatynatu konsekwentnie odmawiał przyjęcia darowizny od Wernera Theisena. Dla tego środowiska politycznego trudnością było ponowne ustawienie na cokole posągu monarchy, który jako książę Prus kazał rozstrzelać demokratycznych rewolucjonistów w Palatynacie i w Badenii, a jako cesarz prześladował socjaldemokratów w II Rzeszy przy pomocy specjalnej ustawy wymierzonej w to środowisko polityczne. Sam premier Scharping tak mówił o Wilhelmie I: „On po prostu nie zasługuje na pomnik”. Jednak w nadreńsko-palatynackim SPD znaleźli się ludzie, którzy deklarując się jako przeciwnicy cesarskiego pomnika nieoczekiwanie stali się jego zwolennikami. Wśród nich był Dieter Muscheid, koblencki deputowany do Landtagu i przewodniczący frakcji SPD w radzie miejskiej Koblencji, który stwierdził, że „kiedy przyjrzał się świeżo odlanemu cesarzowi, to doznał takiego szoku estetycznego, że wolałby oglądać monarchę, jak za dawnych czasów, na wysokim cokole, niż na ziemi”, jak przewidywała propozycja kompromisowa.
W obliczu nieuchronnie przegranego procesu, jaki Werner Theisen wytoczył Nadrenii-Palatynatowi, premier Rudolf Scharping wysunął pomysł przeniesienia własności Deutsches Eck z kraju związkowego na miasto Koblencja, gdyż, jak twierdzili socjaldemokraci: „Za turystykę, zgodnie z porządkiem gminnym Nadrenii-Palatynatu, odpowiedzialne są gminy”. Włodarze Koblencji przejawiali co najwyżej umiarkowany entuzjazm do hojności Scharpinga ze względu na koszty renowacji i przeprojektowania Deutsches Eck, które szacowano na 2,5 miliona marek. Ostatecznie kraj związkowy Nadrenia-Palatynat 4 czerwca 1992 nieodpłatnie przekazał prawa własności do Deutsches Eck i pomnika radzie miejskiej Koblencji, dodając ponadto 1,1 miliona marek na częściową restaurację i modernizację statyczną podstawy, jako że replika konnego posągu Wilhelma I była o 29 t cięższa od ważącego 40 t oryginału. W lutym 1993 r. rozpoczęto nadzorowane przez Krajowy Urząd Budowlany Koblencja-Południe (niem. Staatsbauamt Koblenz-Süd) prace naprawcze przy podstawie posągu. Latem tego roku wciąż brakowało 350 tysięcy marek do całkowitego sfinansowania prac, więc nadburmistrz Koblencji Willi Hörter wezwał opinię publiczną do wpłacania dotacji. 2 września 1993 zrekonstruowany konny posąg Wilhelma I został ustawiony na odrestaurowanej podstawie, zaś 25 września 1993 odbyło się odsłonięcie przywróconego do historycznego stanu pomnika na Deutsches Eck. Wydarzenia tego nie dożył fundator rekonstrukcji konnego posągu Werner Theisen – zmarł 5 maja 1993.

### Dalsze losy Deutsches Eck

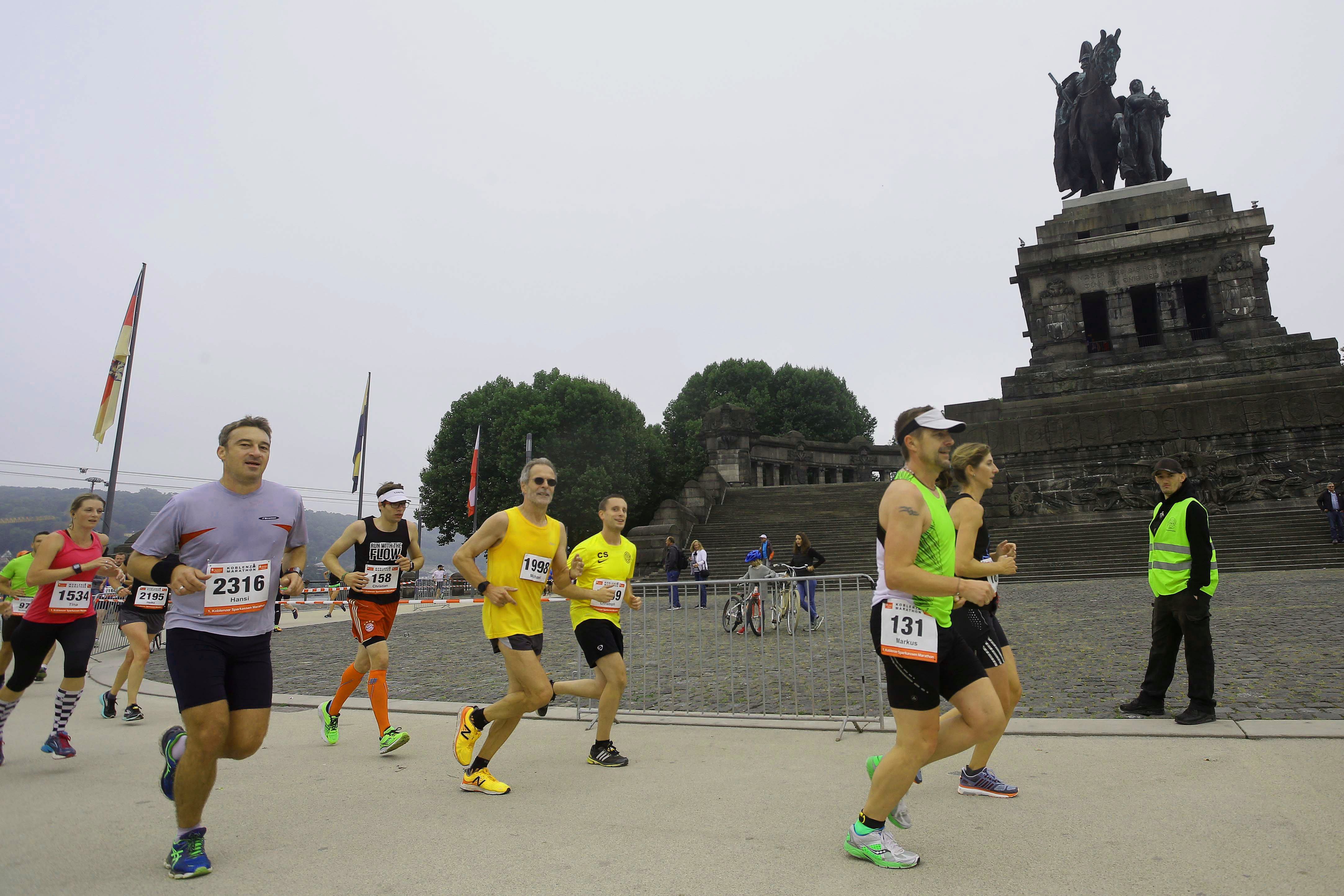
Deutsches Eck podczas Mittelrhein-Marathonu w 2017 r.

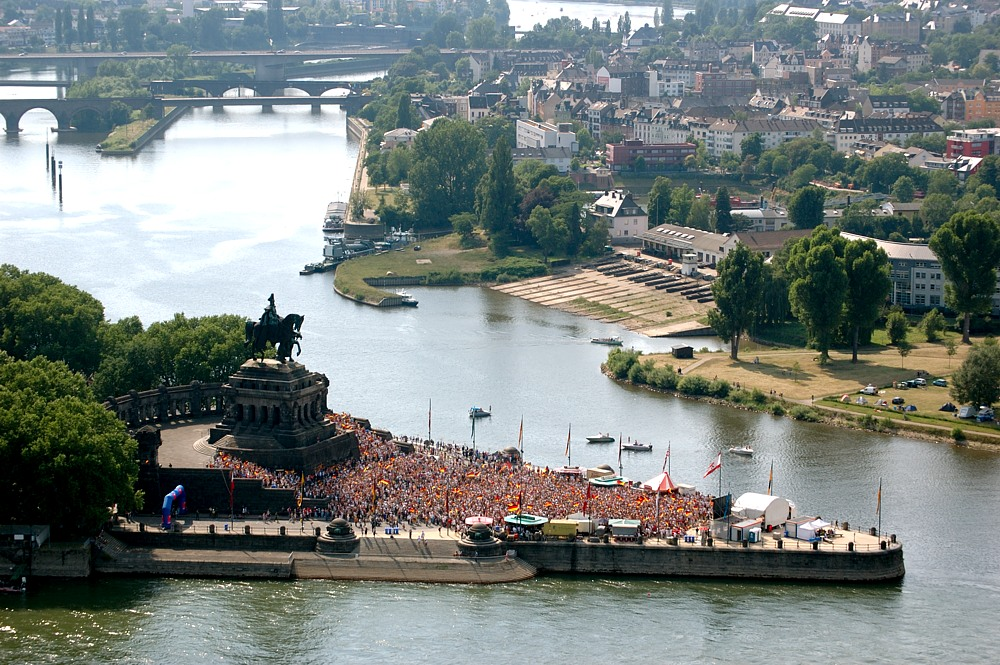
Strefa kibica na Deutsches Eck podczas mundialu w 2006 r.

Od czerwca 2005 r. jest organizowany Mittelrhein-Marathon (pol. „Maraton środkowego Renu”), na którego trasie Deutsches Eck najczęściej pełni rolę punktu końcowego – wyjątkiem były lata 2010–2011, kiedy Deutsches Eck był zamknięty z powodu Bundesgartenschau (pol. „Federalny Pokaz Ogrodniczy”), a koniec maratonu znajdował się na Mainzer Straße przy Mainzer Tor. W 2013 r. Deutsches Eck stanowił natomiast zarówno punkt końcowy, jak i początkowy Mittelrhein-Marathonu.
W 2006 r., w związku z odbywającymi się wtedy piłkarskimi mistrzostwami świata w Niemczech na Deutsches Eck urządzono strefę kibica. Trzy lata później przeprowadzono ponowną renowację podstawy konnego posągu Kaiser-Wilhelm-Denkmal.
Na potrzeby odbywającego się w Koblencji w dniach 15 kwietnia-16 października 2011 Bundesgartenschau obszar wokół Deutsches Eck, będący jednym z trzech miejsc wyznaczonych do organizacji tego wydarzenia (pozostałymi dwoma były płaskowyż przed twierdzą Ehrenbreitstein i plac przed pałacem elektorskim) został całkowicie przeprojektowany przy jednoczesnym pozostawieniu warunków architektonicznych w stanie nienaruszonym. Pomnik cesarza Wilhelma I znajdował się przy tym poza terenem Bundesgartenschau i w trakcie jego trwania pozostawał swobodnie dostępny dla zwiedzających. W celu zapewnienia rozsądnego i ekologicznego środka transportu w trakcie trwania Bundesgartenschau, zbudowano kolej linową łączącą położone nad Renem tereny śródmiejskie z płaskowyżem przed twierdzą Ehrenbreitstein, leżącym po drugiej stronie rzeki. Budowa kolei wzbudziła krytykę, gdyż jej futurystyczna stacja dolna spowodowała zakłócenie widoku na bazylikę św. Kastora i Deutsches Eck. W 2013 roku podjęto decyzję o kontynuowaniu eksploatacji kolei linowej do 2026 roku.

## Opis Kaiser-Wilhelm-Denkmal i jego otoczenia
Pomnik ma 37 m wysokości z czego 14 m przypada na konny posąg cesarza Wilhelma I. Odtworzony w latach 1989–1992 posąg waży 69 t i jest odlany z brązu (zniszczony w 1945 r. oryginał miał masę 40 t i był wykonany z blachy miedzianej o grubości od 2 do 3 mm). Przedstawia cesarza siedzącego na koniu i ubranego w mundur generalski oraz falujący płaszcz. Monarcha w prawej ręce trzyma laskę marszałkowską, natomiast po jego lewej stronie stoi mająca 9 m wysokości figura kobiecego geniusza niosącego w rękach Koronę Rzeszy.
Cokół Kaiser-Wilhelm-Denkmal jest zbudowany z 2900 m³ schwarzwaldzkiego granitu. Składa się on z fundamentu o głębokości 7 m i grubości 3 m oraz podstawy konnego posągu, tzw. Pfeilerhalle (pol. „Hala kolumnowa”) mającej 10 m wysokości i złożonej z 20 kwadratowych, masywnych, ustawionych blisko siebie kolumn Po obu stronach podstawy posągu znajdują się złożone ze 107 stopni schody prowadzące do górnej, widokowej części pomnika. Przednią część Pfeilerhalle zdobi relief przedstawiający orła nad ogniem, z którego wyłaniają się węże. Uchwałą sejmiku prowincjonalnego z 13 stycznia 1897 na podstawie posągu umieszczono trzy inskrypcje, mające świadczyć o narodowej i politycznej treści pomnika. Na przedniej części podstawy, nad reliefem z orłem, ogniem i wężami widnieje dedykacja Wilhelm dem Großen (pol. „Wilhelmowi Wielkiemu”). Na fryzie głównego gzymsu Pfeilerhalle znalazły się dwie ostatnie linijki wiersza Frühlingsgruß an das Vaterland (pol. „Wiosenne pozdrowienia dla ojczyzny”) autorstwa uczestnika „wojen wolnościowych” z lat 1813–1814 i radnego rady miejskiej Koblencji Maxa von Schenkendorfa: Nimmer wird das Reich zerstöret, wenn Ihr einig seid und treu (pol. „Rzesza nigdy nie zostanie zniszczona, jeśli będziecie zjednoczeni i wierni”). Z kolei na tylną część podstawy posągu trafiła „inskrypcja fundatorska”: Errichtet von der Rheinprovinz i. J. 1897 (pol. „Wybudowany przez prowincję Nadrenia w 1897 r.”).
Podstawa z konnym posągiem jest otoczona przez mającą 88 m długości półkolistą pergolę. Na pergoli są umieszczone obiekty związane z nadaną pomnikowi w 1953 r. rolą „pomnika jedności niemieckiej”: wykonane z brązu herby krajów związkowych ówcześnie należących do RFN oraz tablice z nazwami krajów związkowych i prowincji, które do tego państwa wówczas nie należały.
U podnóża Kaiser-Wilhelm-Denkmal znajdują się grube kamienne polery z reliefami przedstawiającymi głowy lwów z pierścieniami do przymocowywania statków. Polery te reprezentują styl secesyjny i stanowią obramowanie brzegów Renu i Mozeli. Obok pomnika, nad brzegiem Mozeli stoją trzy betonowe elementy Muru Berlińskiego z wykonaną z brązu tablicą, na której widnieje napis: Opfern der Teilung (17. Juni 1953–9. November 1989) (pol. „Ofiarom podziału (17 czerwca 1953 – 9 listopada 1989)”). Cypel terenu z pomnikiem jest otoczony żelaznymi balustradami. Nad obszarem Deutsches Eck powiewają flagi wszystkich 16 krajów związkowych Niemiec, umieszczone tam 20 grudnia 1992, na zakończenie obchodów 2000. rocznicy założenia Koblencji.

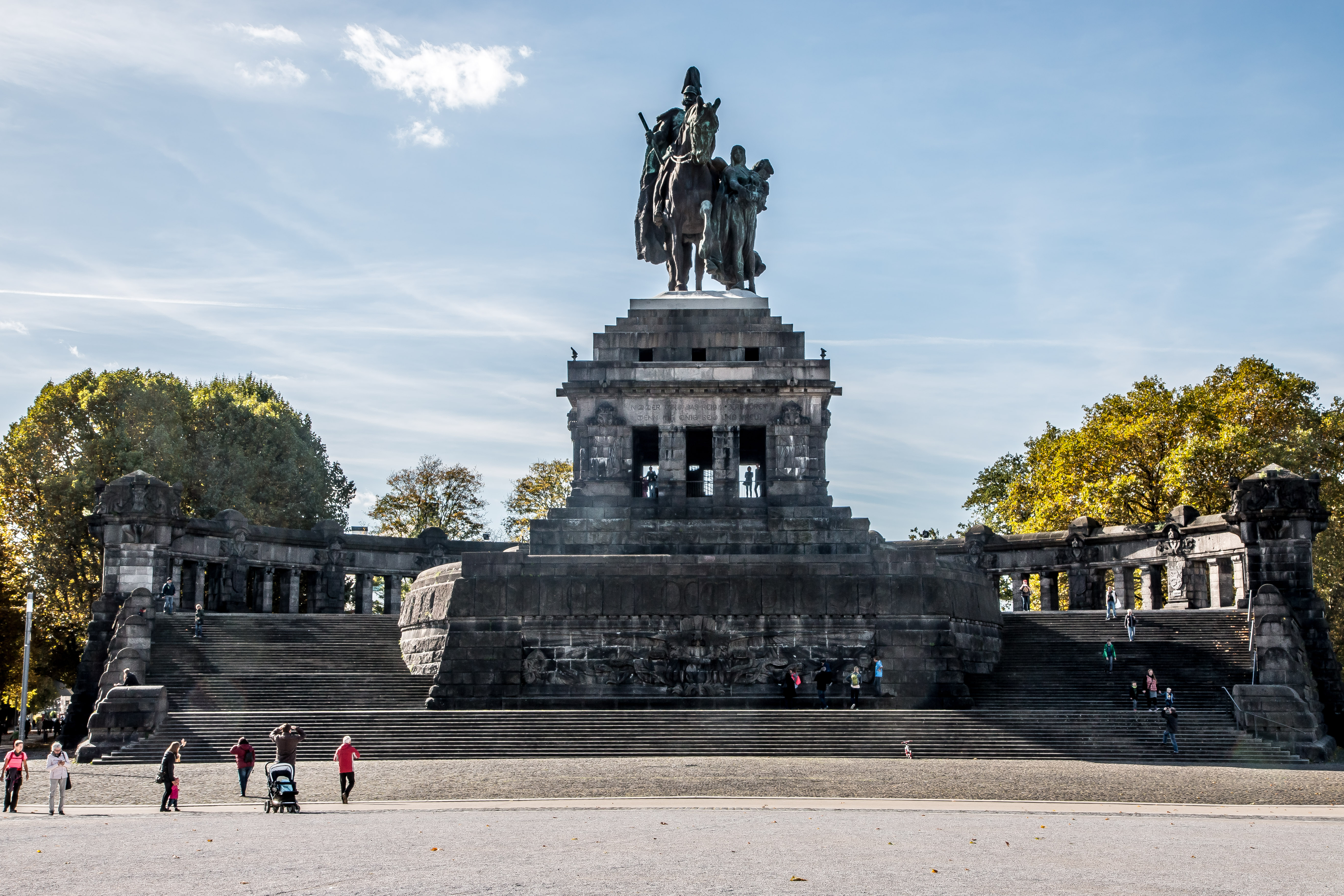
Pomnik widziany z przodu
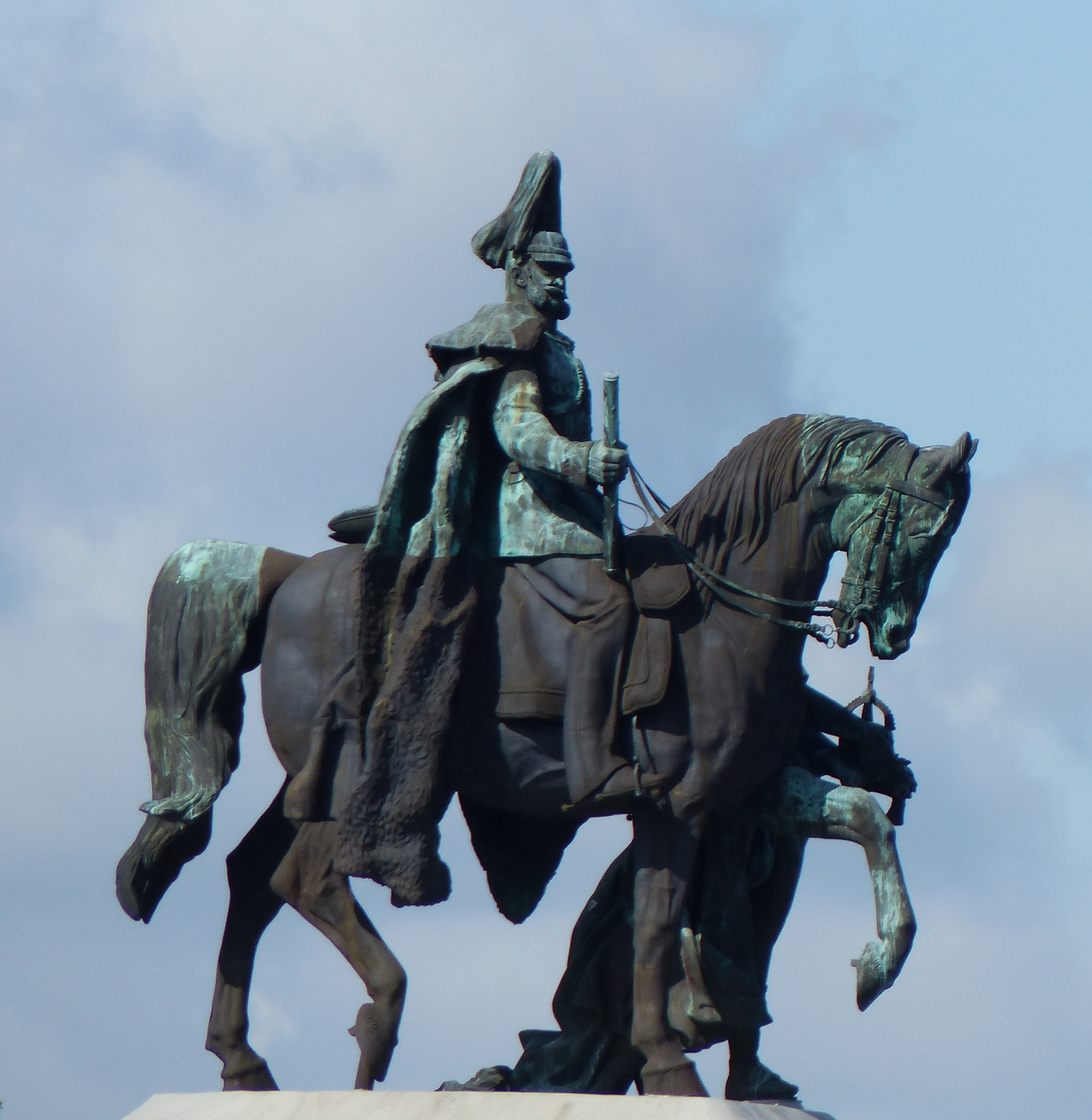
Konny posąg widziany z prawej strony
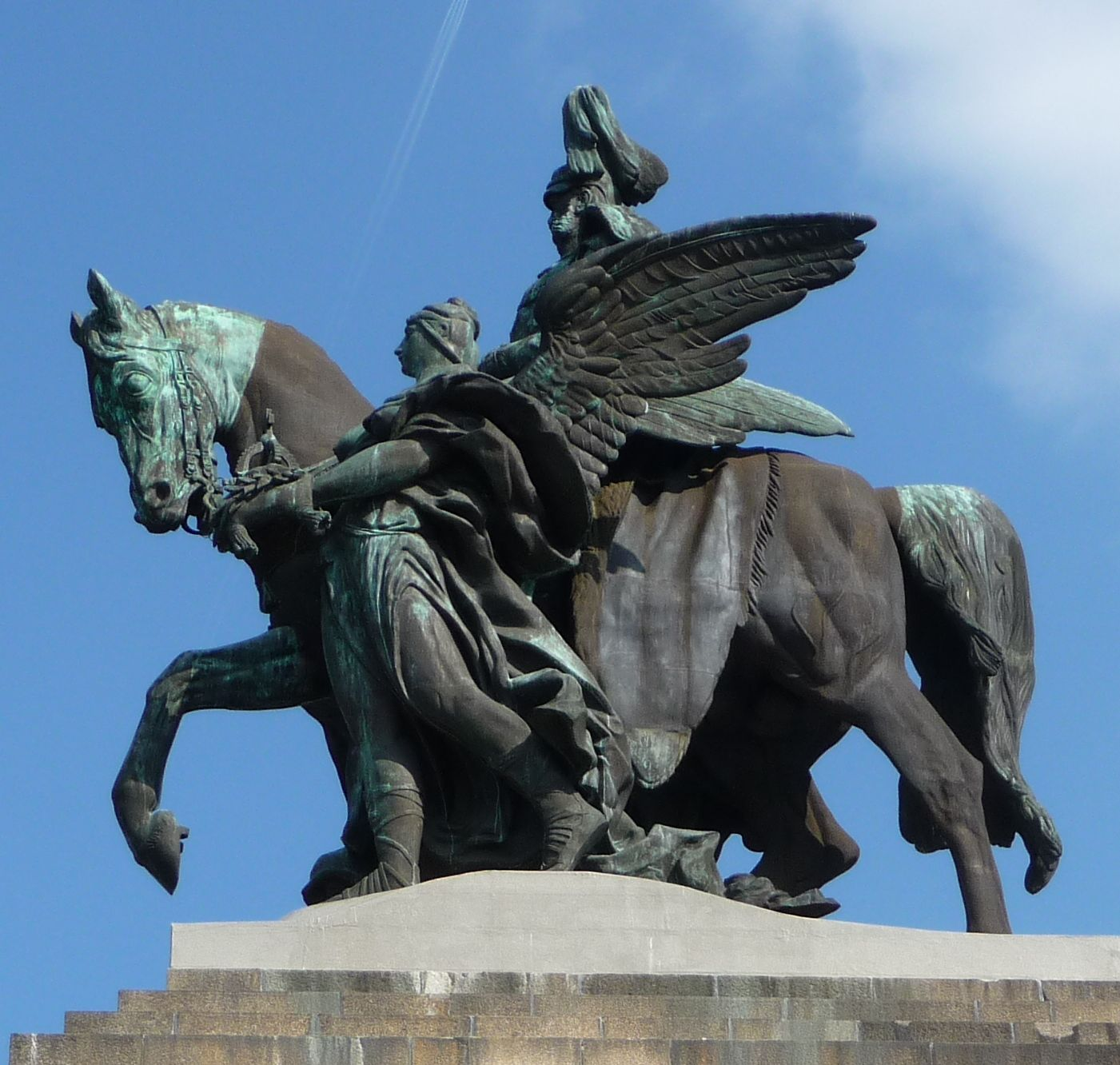
Konny posąg widziany z lewej strony
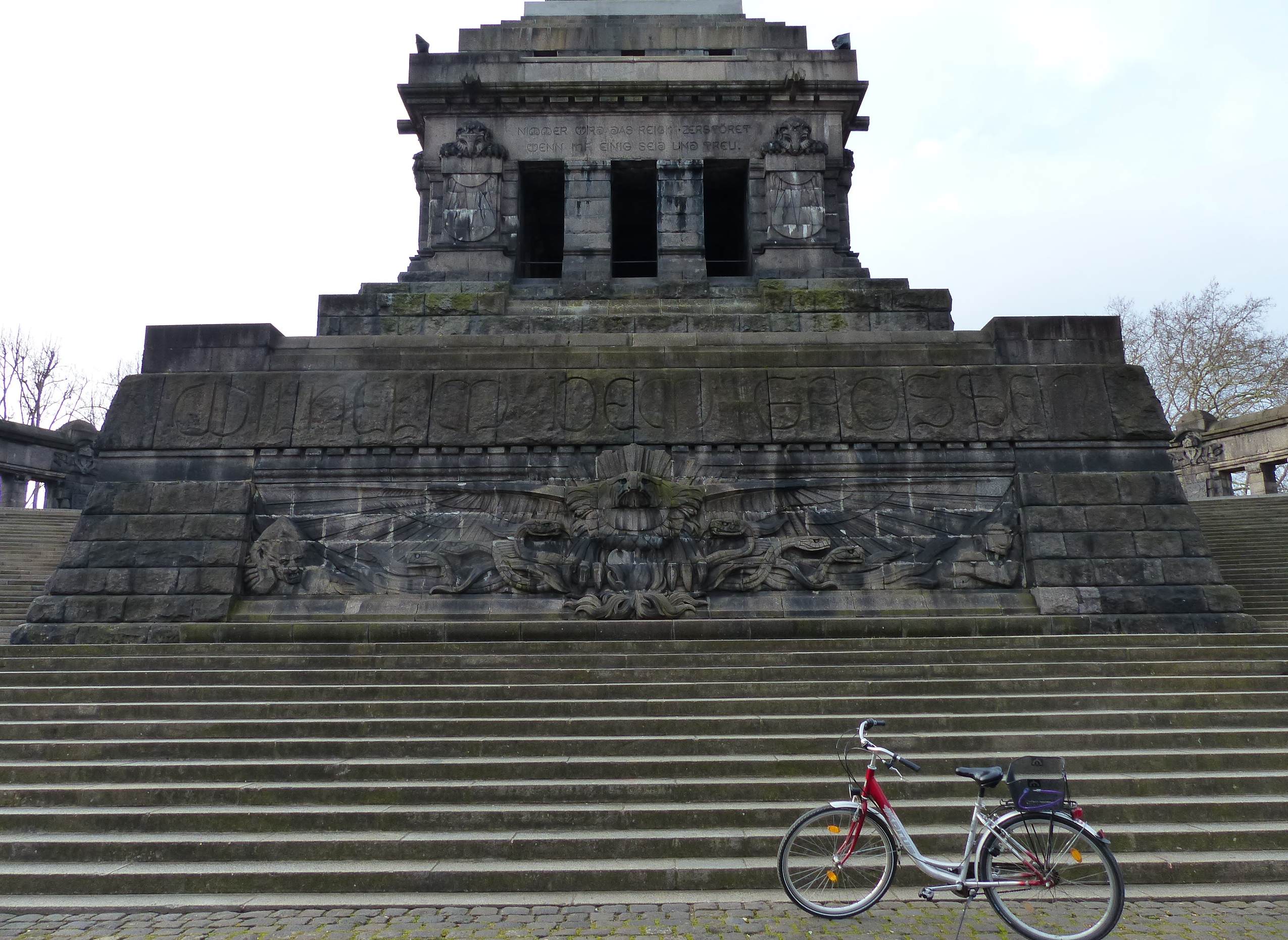
Przednia część podstawy posągu
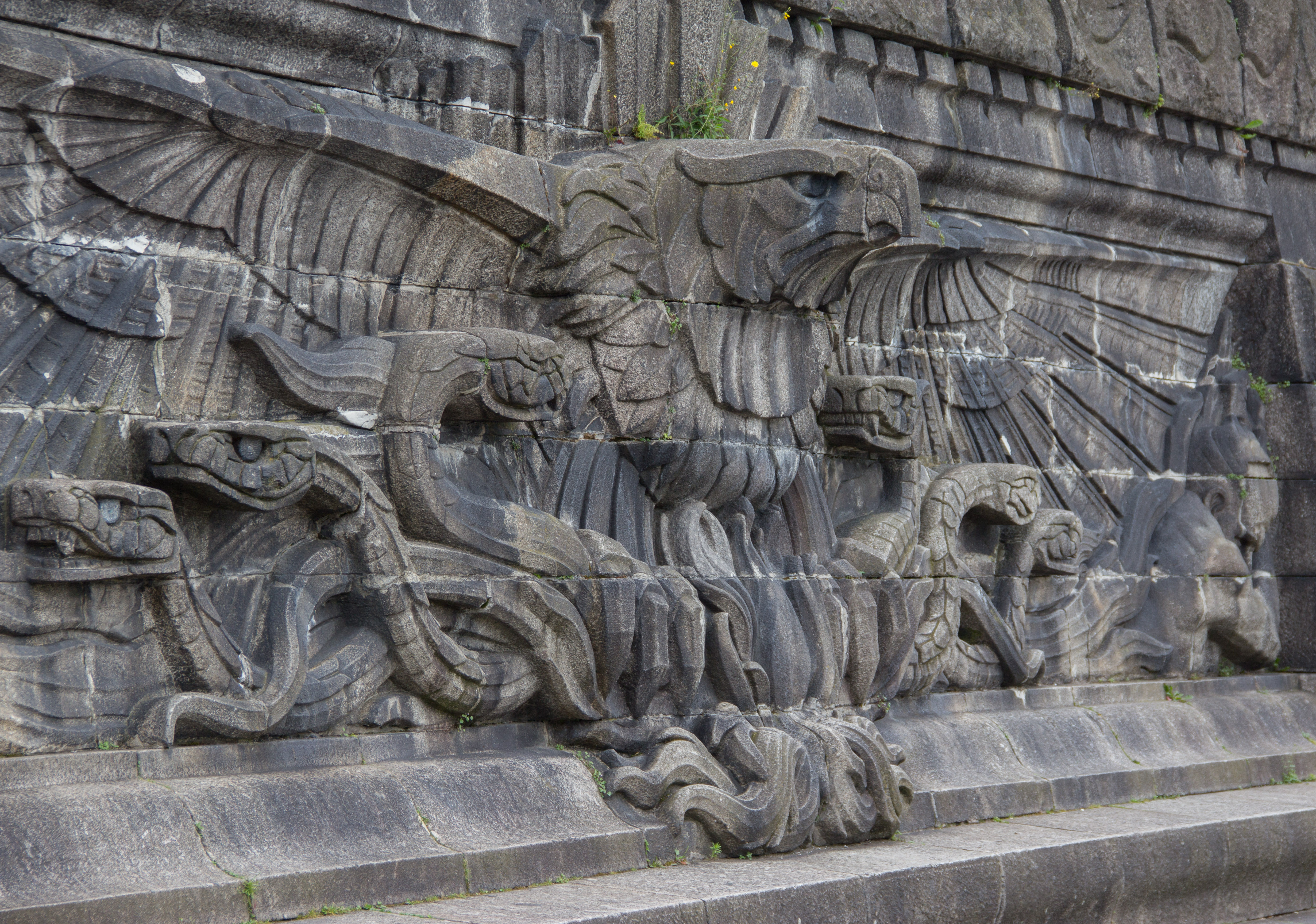
Relief z przedniej części podstawy posągu
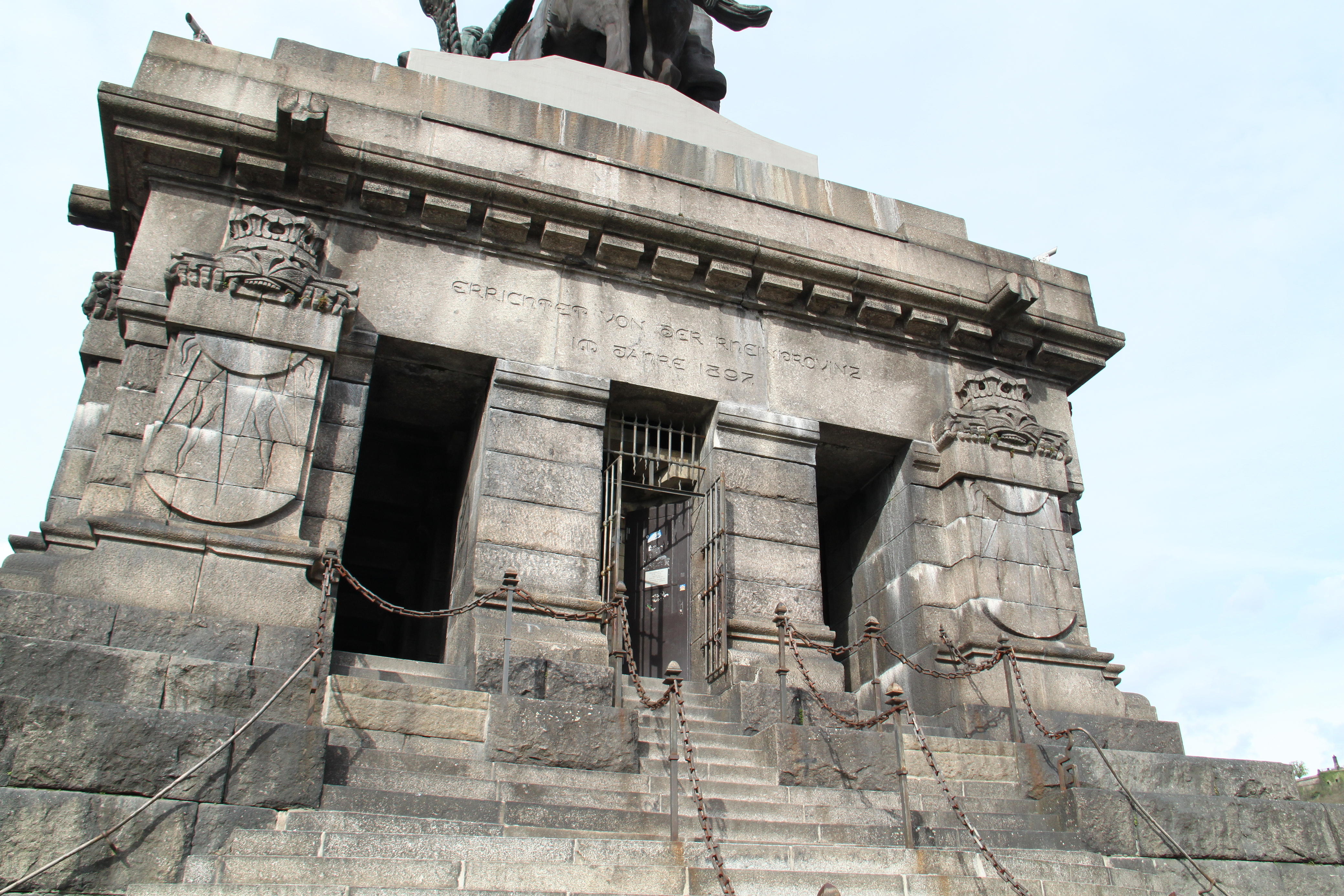
Tylna część podstawy posągu
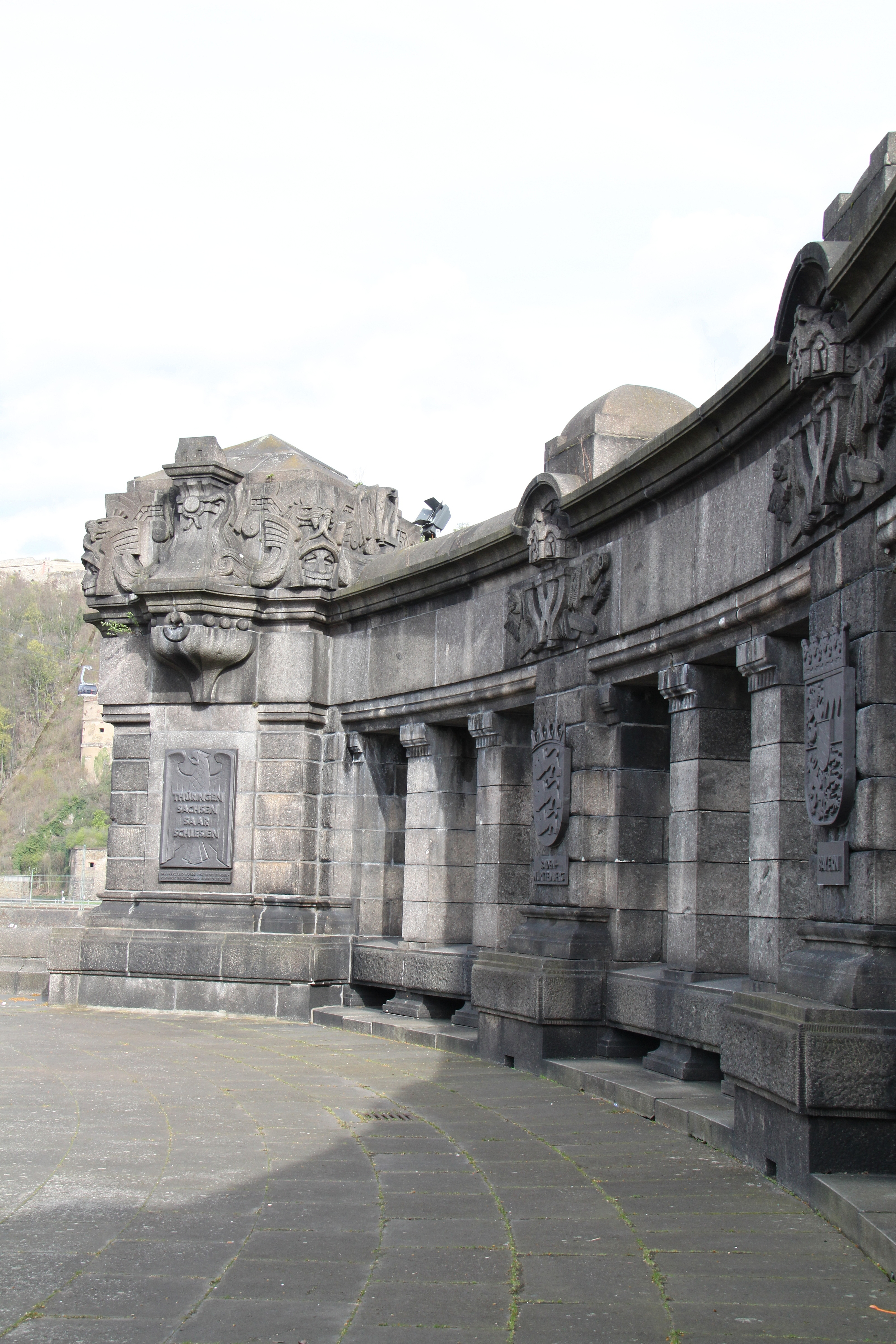
Część pergoli z lewym końcem
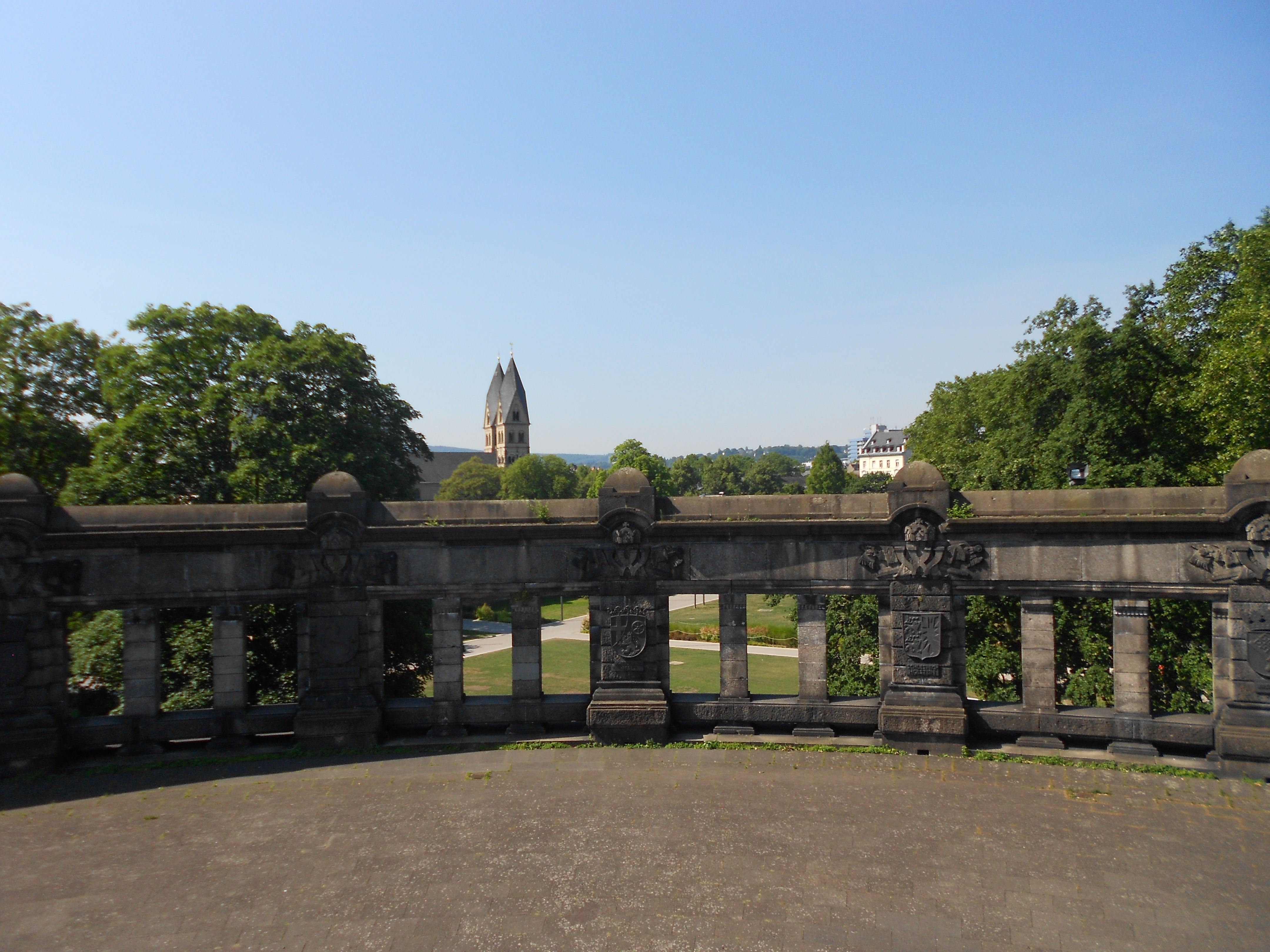
Środkowa część pergoli
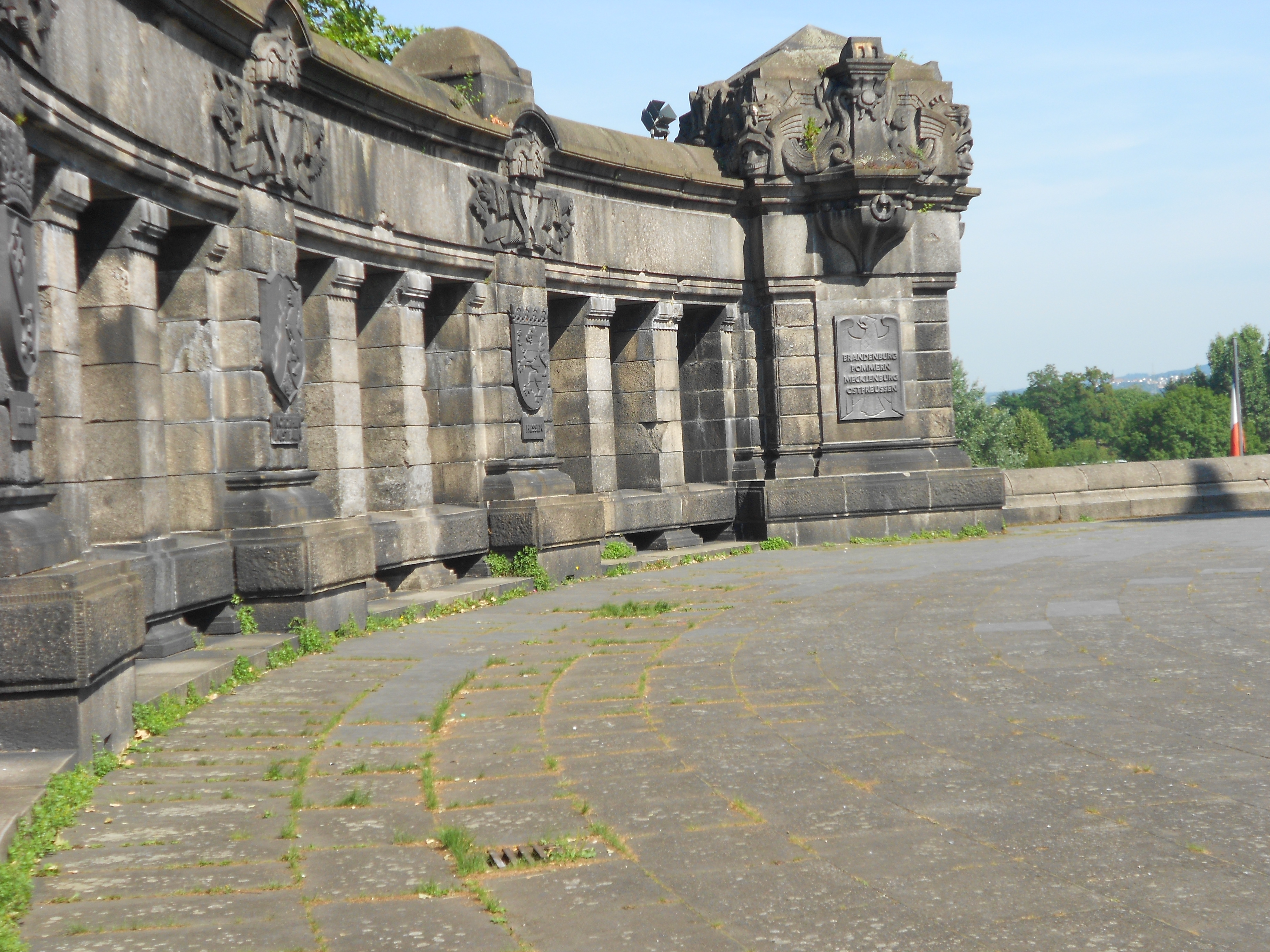
Część pergoli z prawym końcem
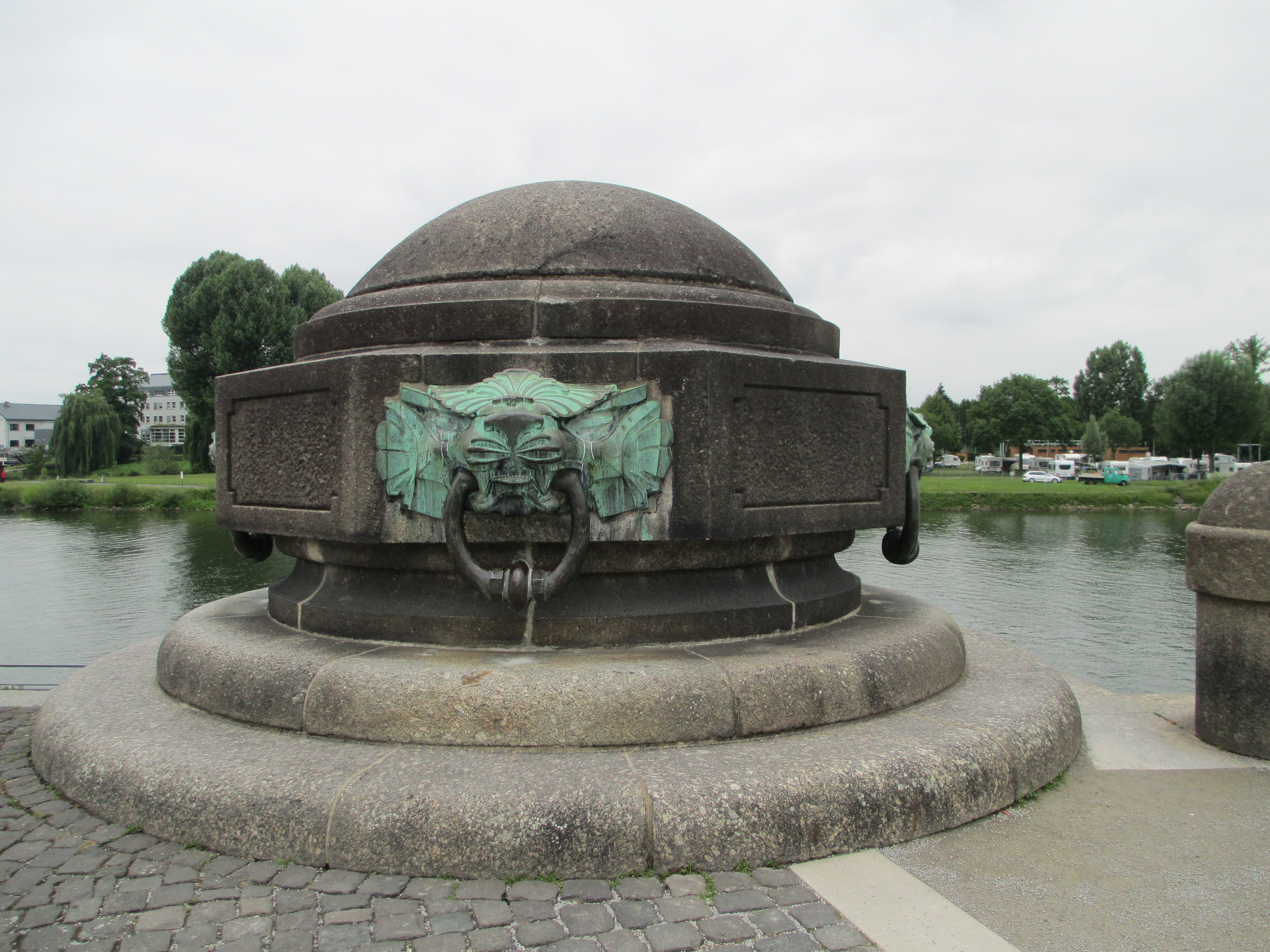
Jeden z kamiennych polerów
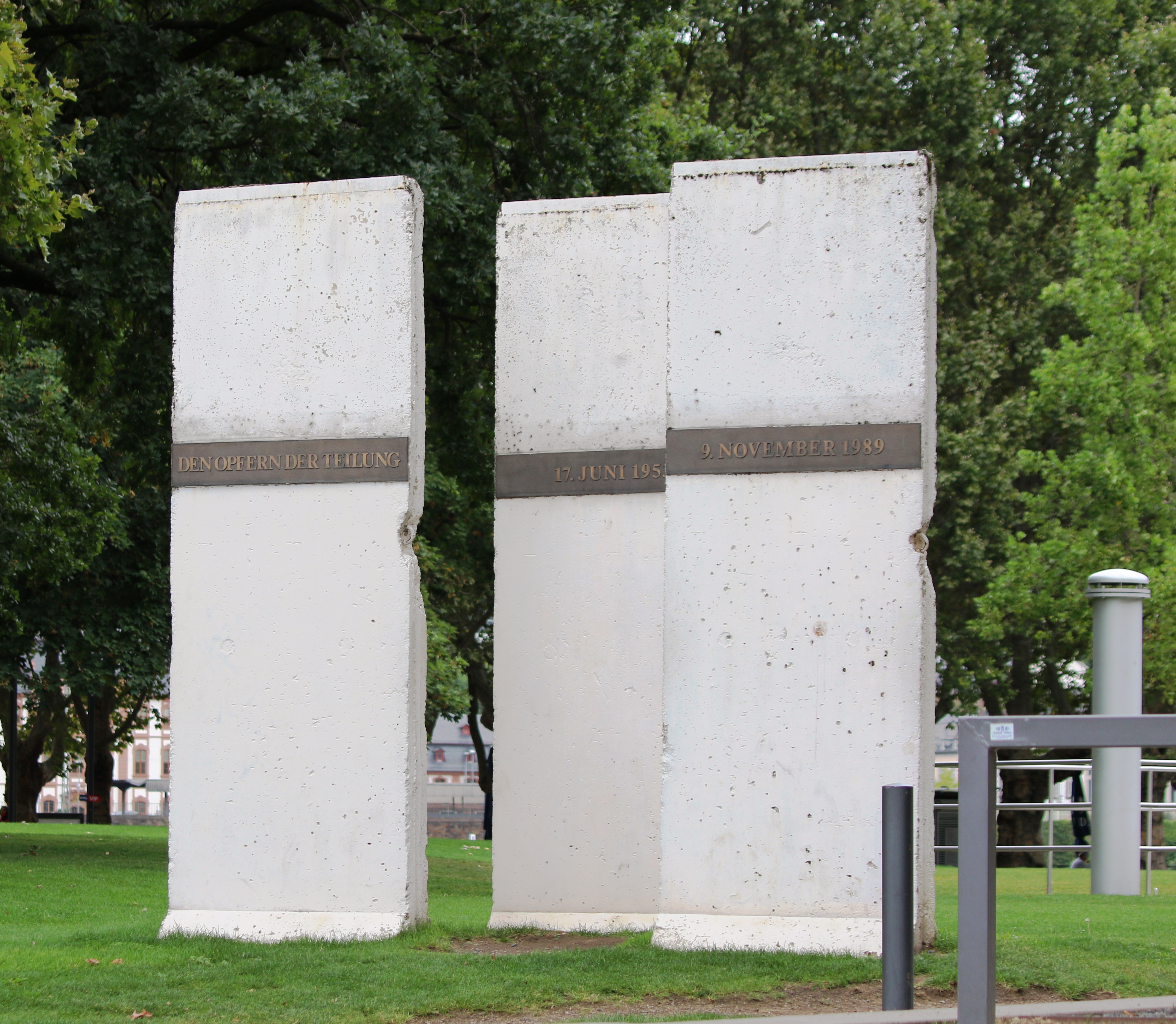
Trzy betonowe elementy Muru Berlińskiego obok pomnika
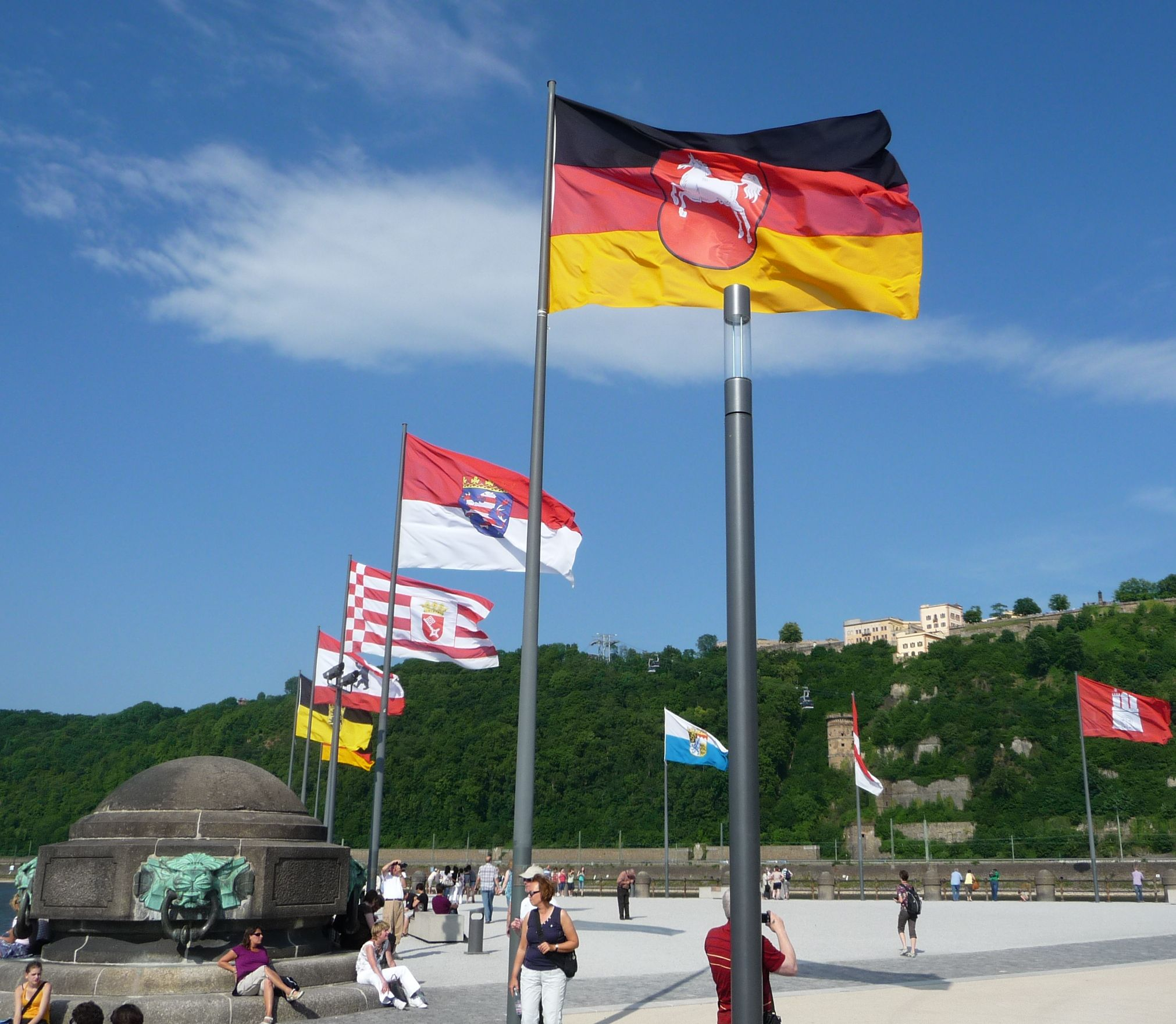
Flagi krajów związkowych Niemiec powiewające nad obszarem Deutsches Eck

## Kontrowersje wokół Kaiser-Wilhelm-Denkmal
Pomimo tego, że wykonanie i efekt pomnika cesarza Wilhelma I na Deutsches Eck w odbiorze ówczesnej opinii publicznej przeważnie cieszyły się akceptacją, to wkrótce po odsłonięciu monumentu pojawiły się głosy krytykujące go ze względu na jego nacjonalistyczną symbolikę, a także z punktu widzenia historii architektury i ochrony zabytków. Do grona krytyków pomnika zaliczał się ówczesny konserwator zabytków prowincji Nadrenia Paul Clemen. Będąc gościem stowarzyszenia artystyczno-rzemieślniczego, Clemen w grudniu 1903 r. wygłosił w jednym z koblenckich kasyn wykład na temat nowoczesnej rzeźby, na którym o cesarskim pomniku wypowiedział się w ten sposób: 

Powinien sprawiać wrażenie ciosu pięścią w krajobraz, ale w rzeczywistości nie zasługuje na bycie takim ciosem. Sylwetka cesarza jest zupełnie niewidoczna, chyba że ludzie „cieszą się” nią z bocianiego gniazda przepływającego obok statku.

Z kolei francuski pisarz Guillaume Apollinaire mówił o „ohydnym pomniku, strasznym i ogromnym, pokazującym niemieckiego cesarza na koniu, w rękawiczkach”.

W wydanym 14 stycznia 1930 numerze 3. tygodnika „Die Weltbühne” znajdował się w przeważającej części dotyczący koblenckiego pomnika artykuł Denkmal am deutschen Eck (pol. „Pomnik na niemieckim rogu”), autorstwa lewicowo-liberalnego publicysty i pisarza Kurta Tucholsky’ego. W artykule tym jest obecny szczególnie krytyczny względem monumentu fragment o następującej treści: 

I był tam Ren, zaśmiecony płycizną kulturową, i, jak pisał Goethe, były tam w wyobrażeniach duże statki, na tej rzece tutaj były ... i nagle doznałem największego lęku podczas tej podróży. Pamiętam to jeszcze całkiem dokładnie:
Szliśmy szeroką, obsadzoną drzewami aleją; z przodu na rogu mieściła się buda fotografa, wystawili tam zdjęcia, były brązowe jak stare dagerotypy, potem nie było już więcej drzew, wolna przestrzeń, spojrzałem w górę ... i prawie upadłem.
Tam stał – bum! – ogromny pomnik cesarza Wilhelma Pierwszego: cios pięścią z kamienia. W pierwszej chwili zabrakło mi tchu w piersiach.
Gdy się przyjrzałem, to odkryłem, że było to wspaniałe, wilhelmińskie dzieło sztuki. Rzecz wyglądała jak gigantyczna ozdoba na torcie i reprezentowała owe Niemcy, które były winne wojny – teraz chcemy ich młócić! W Holandii.
Początkowo niemożliwe jest znalezienie jakiegokolwiek pozbawionego ozdób miejsca na tym potworze. On ma ornamentową odrę.
Ten na górze, na koniu, co: koń!, na rumaku, co: rumak! na ogromnym ogierze bojowym jak z opery Wagnera, hoihotoho!